# Alessandro Del Piero
Alessandro Del Piero (Conegliano, 9 novembre 1974) è un ex calciatore italiano, di ruolo attaccante. Con la nazionale italiana è diventato campione del mondo nel 2006.
Soprannominato Pinturicchio da Gianni Agnelli, è considerato uno dei migliori giocatori italiani di tutti i tempi, nonché tra i più forti al mondo della sua generazione. Capitano della Juventus dal 2001 al 2012, con il club torinese ha vinto numerosi trofei a livello nazionale e internazionale, segnando in tutte le competizioni a cui ha partecipato e stabilendo i primati societari di reti (290) e presenze (705). Inoltre è al decimo posto per reti segnate in Serie A (188), a pari merito con Alberto Gilardino e Giuseppe Signori.
Dal 1995 al 2008 ha fatto parte della nazionale partecipando a tre campionati del mondo, ovvero Francia 1998, Corea del Sud-Giappone 2002 e quello vittorioso di Germania 2006, e quattro campionati d'Europa, ovvero Inghilterra 1996, Belgio-Paesi Bassi 2000 – finalista –, Portogallo 2004 e Austria-Svizzera 2008, quest'ultimo da capitano. Pur avendo brillato meno che in maglia juventina, soprattutto nei tornei mondiali ed europei, in azzurro ha comunque totalizzato 91 presenze e 27 reti, che lo rendono il quarto miglior marcatore di sempre insieme a Roberto Baggio.
Considerando anche le reti segnate nelle nazionali giovanili, è secondo, dietro Silvio Piola (390), nella classifica dei migliori marcatori italiani di tutti i tempi, con 359 gol. In carriera ha conquistato quattro titoli di capocannoniere: in UEFA Champions League nel 1998 con 10 gol, in Coppa Italia nel 2006 con 5 gol, in Serie B nel 2007 con 20 gol e in Serie A nel 2008 con 21 gol.
Occupa la 77ª posizione nella speciale classifica dei migliori calciatori del XX secolo pubblicata dalla rivista World Soccer e nel marzo del 2004 è stato inserito da Pelé nella FIFA 100, la lista dei 125 migliori calciatori viventi, redatta in occasione del Centenario della FIFA. È stato inserito inoltre per sei volte tra i candidati alla vittoria del Pallone d'oro (1995, 1996, 1997, 1998, 2002 e 2003) arrivando a ricoprire la quarta posizione due volte, la prima nel 1995 e la seconda un anno dopo. È stato inserito per tre anni consecutivi (1995-1996, 1996-1997, 1997-1998) nella squadra dell'anno secondo l'European Sports Media, mentre l'Association of Football Statisticians, classificando i più grandi calciatori di sempre, lo ha incluso al 60º posto, ed è risultato 49º nell'UEFA Golden Jubilee Poll, un sondaggio online condotto dalla UEFA per celebrare i migliori calciatori d'Europa dei cinquant'anni precedenti. Inoltre è stato eletto dall'AIC il migliore calciatore italiano nel 1998 e nel 2008. Nel 2007 ha lasciato la sua impronta nella Champions Promenade vincendo il Golden Foot, mentre nel 2017 è stato inserito nella Hall of Fame del calcio italiano.

## Biografia

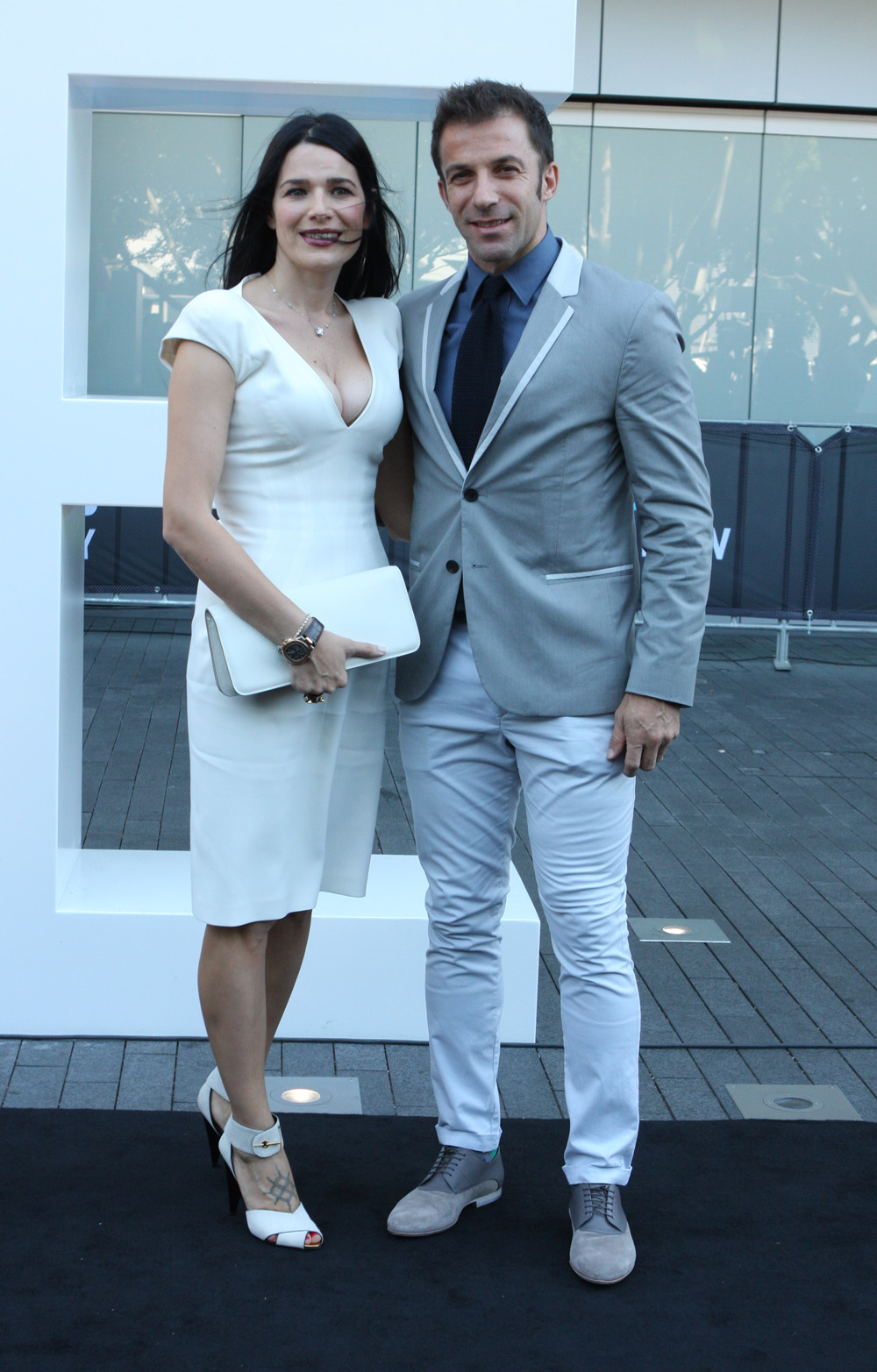
Del Piero (a destra) e la moglie Sonia nel 2013 a Sydney per gli ARIA Music Awards

Nato a Conegliano, nel Trevigiano, è cresciuto poi a Saccon, frazione di San Vendemiano. Ha un fratello di nove anni più grande, Stefano, anche suo procuratore, e una sorella adottiva. Ha conseguito il diploma di ragioneria. Molto riservato riguardo alla sua vita sentimentale, il 12 giugno 2005 ha sposato in segreto Sonia; la coppia ha tre figli.
Nel 2006, in occasione dei XX Giochi olimpici invernali, è stato tedoforo portando la fiamma olimpica. Amico dei musicisti Noel e Liam Gallagher, nel 2007 è apparso in un cameo nel videoclip di Lord Don't Slow Me Down degli Oasis; nello stesso anno è comparso insieme ad altri colleghi calciatori nel film L'allenatore nel pallone 2. Nel 2014 ha partecipato a una puntata del programma televisivo australiano Bondi Rescue.
Ha preso parte a numerose iniziative benefiche e solidali. Tra le altre, nel 2006 ha promosso e sostenuto anche economicamente la ricerca sul cancro, e nel novembre dello stesso anno ha ricevuto dall'AIRC il premio "Credere nella ricerca", mentre nel 2011 ha lanciato il progetto "Ale10friendsforJapan", da lui ideato per aiutare gli abitanti del Giappone colpiti dallo tsunami del Tōhoku. Partecipa inoltre a match organizzati a scopo benefico, come la Partita del cuore.
È fra i personaggi sportivi più ricercati nella sua generazione, dalle aziende che vogliono pubblicizzare il loro marchio. Ha prestato nome e volto a brand come adidas – in particolare, è stato uno degli storici testimonial delle scarpe da calcio Predator –, Suzuki, FIAT, Bliss, Pepsi, CEPU, Disney, Woolmark, Upper Deck e Uliveto. È inoltre apparso sulle copertine di alcune edizioni dei videogiochi calcistici FIFA e Pro Evolution Soccer.
Nel 2000 è stato il calciatore più pagato del mondo, tra stipendio e introiti pubblicitari. Nel 2011 è risultato essere il secondo calciatore più popolare d'Europa secondo l'IFFHS, alle spalle di Francesco Totti, mentre un sondaggio del 2012 lo ha eletto «lo sportivo più amato dagli italiani».
Fuori dal calcio, nel 2013 ha fondato con l'attore Patrick Dempsey il team automobilistico Dempsey/Del Piero Racing, che ha esordito nello stesso anno nella 24 Ore di Le Mans e nel campionato American Le Mans Series.
Trasferitosi con la famiglia a Los Angeles al termine dell'attività agonistica, qui è titolare di un ristorante, N10, e di una Juventus Academy, oltreché proprietario dall'estate 2018 di un club dilettantistico, il LA 10 FC, militante nella United Premier Soccer League.

## Caratteristiche tecniche

Un giovane Del Piero (a sinistra) nella stagione 1993-1994 con il compagno di spogliatoio Roberto Baggio, di cui raccoglierà l'eredità quale numero dieci juventino.

Si è segnalato sin da giovane come uno dei maggiori talenti della sua generazione. Attaccante prolifico, dotato di un notevole bagaglio tecnico nonché spirito di sacrificio, spiccava per la grande abilità nell'uno-due, nel dribbling e nell'effettuare assist per i compagni; è inoltre considerato uno dei maggiori specialisti della sua generazione nei calci di punizione, per i quali prediligeva «una distanza di venti metri dalla porta e un calcio diretto, senza farsi toccare il pallone da alcun compagno di squadra», e con i quali sovente trovava l'incrocio dei pali scavalcando la barriera. Destro naturale, in grado di calciare con entrambi i piedi, era anche un ottimo rigorista.
Fantasista, dal punto di vista tattico prediligeva agire da seconda punta, anche se era in grado di ricoprire diverse posizioni nel reparto avanzato. Nella prima parte di carriera ha infatti interpretato sia il ruolo di esterno sinistro di centrocampo, in particolare in nazionale sotto la gestione tecnica di Arrigo Sacchi, sia di attaccante esterno, sempre sulla fascia sinistra, nel 4-3-3 adottato da Marcello Lippi nei suoi esordi alla Juventus.

Del Piero realizza su calcio di punizione – pezzo forte del suo repertorio tecnico – il quinto gol consecutivo in UEFA Champions League, che valse l'1-2 finale in Juventus-Borussia Dortmund del 22 novembre 1995.

Durante l'interregno bianconero di Carlo Ancelotti aveva inoltre cominciato ad agire all'accorrenza da trequartista, mettendo in mostra visione di gioco e qualità nell'impostazione; ma rimarrà questa un'opzione tattica isolata poiché nel prosieguo della carriera tornerà a ricoprire tale ruolo, che fosse nel club o in nazionale, solo in casi particolari e dichiaratamente controvoglia.
Il potenziamento muscolare seguito al grave infortunio patito sul finire del 1998 lo ha comunque limitato, da lì in avanti, nell'estro e nella velocità di esecuzione.

### Il golalla Del Piero
Un particolare tipo di gol, da lui realizzato molte volte in carriera con un tiro a effetto dal vertice sinistro dell'area di rigore verso l'incrocio dei pali più lontano, viene colloquialmente appellato dalla stampa sportiva e dal pubblico come alla Del Piero: tale definizione venne coniata tra il 1995 e il 1996, periodo nel quale l'allora emergente Del Piero andò a segno in svariate occasioni grazie a tali conclusioni, mettendosi definitivamente in mostra dapprima in Italia e poi in campo europeo. Il termine è da allora spesso usato per definire le reti segnate, anche da altri giocatori, con questo gesto tecnico.

## Carriera

### Giocatore

#### Club

##### Gli esordi e Padova

Un giovane Del Piero al Padova nel 1992, al debutto da professionista.

Tirò i primi calci al pallone nel campo parrocchiale di Saccon, per poi giocare nella squadra del paese natale San Vendemiano dove, nonostante la giovane età, si mise subito in luce per la sua bravura; anche se la madre voleva che giocasse in porta, così da sudare di meno e non ammalarsi. Il sacerdote del paese, che fungeva anche da presidente della squadra, parlò del giovane con alcuni dirigenti del Padova, inizialmente invano a causa delle perplessità dovute al fisico minuto ed esile del ragazzo.
Nel 1992, comunque, venne acquistato dalla società patavina e inserito nella squadra Allievi. All'età di 17 anni, il 15 marzo 1992, esordì in Serie B sotto la guida di Bruno Mazzia, subentrando a Roberto Putelli in una gara contro il Messina, mentre il 22 novembre seguente, sempre nel campionato cadetto, realizzò la sua unica rete con la maglia biancoscudata – la prima da professionista –, quella del parziale 4-0 nel pokerissimo ai danni della Ternana.

##### Juventus

###### 1993-1995: l'approdo in bianconero e ildoublenazionale
Nell'estate 1993, grazie a Giampiero Boniperti, firmò il suo primo contratto da professionista venendo acquistato dalla Juventus per cinque miliardi di lire (comprensivi del cartellino di Adriano Bonaiuti), soddisfacendo così il desiderio del calciatore stesso di vestire la maglia di cui è sempre stato tifoso. Benché il tecnico Giovanni Trapattoni lo avesse portato subito in ritiro con la prima squadra, venne in seguito inserito nella squadra Primavera allenata da Antonello Cuccureddu, con cui nella stagione 1993-1994 partecipò, da trascinatore dei suoi, alle vittorie del Torneo di Viareggio e dello scudetto di categoria: Del Piero fu protagonista in entrambe le affermazioni, dapprima al "Viareggio" siglando, su calcio di rigore, il golden goal – una prima volta assoluta nella storia del calcio italiano – che assegnò il trofeo, nella ripetizione della finale contro i pari età della Fiorentina, e poi in campionato realizzando il definitivo 2-0 nella finale di andata contro i concittadini e coetanei del Torino, rete che risulterà decisiva nel computo complessivo.

Del Piero realizza il suo 1º gol in Serie A nonché in maglia bianconera, che valse il definitivo 4-0 in Juventus-Reggiana del 19 settembre 1993.

Nel frattempo, saltuariamente aggregato alla prima squadra, fece il suo esordio in Serie A il 12 settembre 1993, rilevando Fabrizio Ravanelli al 74' di Foggia-Juventus, terminata poi 1-1; tre giorni dopo, nei trentaduesimi di finale della Coppa UEFA, debuttò nelle competizioni europee subentrando nel corso della sfida vinta 3-0 contro la Lokomotiv Mosca. A una settimana dall'esordio in campionato, realizzò il suo primo gol in bianconero, in Juventus-Reggiana, firmando il 4-0 finale. Il 20 marzo 1994 mise a segno una tripletta nel 4-0 della Juventus sul Parma di Nevio Scala, all'epoca ai vertici internazionali: l'exploit si rivelò un primo spartiacque nella carriera dell'attaccante poiché contribuì a calmierare una difficile situazione in casa bianconera, con società e allenatore oggetto in quei giorni di una pesante contestazione da parte della tifoseria. Da quel momento, Del Piero venne impiegato con maggiore continuità da Trapattoni.
Al termine di quella prima stagione in bianconero, in cui si divise tra le giovanili e la prima squadra, totalizzò 14 presenze tra campionato, Coppa Italia e Coppa UEFA, e realizzò 5 reti, tutte in massima serie. Nell'estate 1994 nella Juventus cambiarono intanto i vertici societari, con l'arrivo di Antonio Giraudo, Roberto Bettega e Luciano Moggi, i quali affidarono la squadra a Marcello Lippi. In vista della stagione imminente, stavolta Del Piero venne inserito stabilmente in prima squadra, inizialmente inquadrato come primo rincalzo del reparto offensivo; questo, nonostante in fase di calciomercato era stato a un passo dall'accasarsi ai summenzionati ducali, nell'ambito di una serie di possibili operazioni sull'asse Torino-Parma volte a frenare l'egemonia milanista sul calcio italiano dell'epoca.

Del Piero (a destra) realizza il gol del 3-2 in Juventus-Fiorentina del 4 dicembre 1994: un pallonetto al volo rimasto tra i più famosi della sua carriera, e votato nel 2017 come la più bella rete nei primi 120 anni di storia bianconera.

Nell'annata 1994-1995, il 13 settembre realizzò il suo primo gol in Europa, nella sconfitta esterna 3-2 in Coppa UEFA contro il CSKA Sofia; la rete fu vana, ai fini del risultato – in quanto la giustizia sportiva europea annullò l'esito del campo causa la posizione irregolare del giocatore bulgaro Petăr Mihtarski, assegnando la vittoria per 3-0 a tavolino alla Juventus –, ma comunque conteggiata nelle statistiche UEFA. Cinque giorni dopo, in Serie A, siglò il definitivo 0-2 sul campo del Napoli con un tiro a giro sul secondo palo che viene ricordato come il primo gol alla Del Piero della sua carriera. Quindi il 4 dicembre, ancora in campionato, segnò la rete che permise alla squadra di battere per 3-2 la Fiorentina, al culmine di una rimonta al cardiopalma da 0-2 negli ultimi venti minuti di gioco: un gol che per la sua bellezza è rimasto tra i suoi più famosi, quello che a posteriori l'ha definitivamente portato alla ribalta, ed eletto nel 2017 dai tifosi bianconeri, in occasione del centoventenario del club, come il più rappresentativo della storia juventina.

Del Piero in azione nella seconda parte del campionato 1994-1995, in cui si affermò definitivamente nell'undici titolare dei piemontesi.

Campione d'Italia e vincitore della Coppa Italia, debuttò anche in nazionale nel marzo 1995. In questa stagione, complice il serio infortunio in cui incappò il compagno di squadra Roberto Baggio sul finire del 1994, Del Piero ebbe modo di giocare per la prima volta con continuità in maglia bianconera, emergendo definitivamente ad alti livelli.

###### 1995-1998: tre anni di successi in Italia e nel mondo
Nella stagione 1995-1996 la Juventus, per ragioni sia anagrafiche sia economiche, decise di puntare su di lui lasciando quindi partire Roberto Baggio, non senza perplessità da parte dei tifosi e degli organi di stampa riguardo al rischio di affidare gran parte delle sorti della squadra a un ventenne che, per quanto promettente, aveva ancora molto da dimostrare.
Il 13 settembre realizzò il primo gol in UEFA Champions League al Borussia Dortmund, con un tiro a giro sul secondo palo che diventerà la sua specialità. Nel corso della competizione europea offrirà prestazioni di rilievo, segnando peraltro 5 gol consecutivi nelle prime 5 partite – record per un calciatore juventino (in seguito eguagliato dal solo Álvaro Morata venti anni dopo) –: uno, il 13º e ultimo stagionale per lui, nella gara dei quarti di finale contro il Real Madrid del 20 marzo 1996, permise ai torinesi di accedere alle semifinali di Champions dove ebbero poi la meglio del Nantes-Atlantique.

Del Piero e Paulo Sousa festeggiano la vittoria della UEFA Champions League 1995-1996

Il 22 maggio sollevò infine il trofeo nella finale a Roma contro l'Ajax, superando gli olandesi per 4-2 ai tiri di rigore dopo l'1-1 dei tempi supplementari. Lo stesso anno vinse anche la sua prima Supercoppa italiana, servendo l'assist per il gol-partita di Vialli contro il Parma. Concluse l'intera stagione avendo giocato in tutte le partite per le quali era a disposizione, vinse il Trofeo Bravo assegnato al miglior giocatore under 21 d'Europa, e giunse per due volte consecutive quarto nelle graduatorie del Pallone d'oro (1995 e 1996).
Nell'annata 1996-1997, a novembre, con un suo gol aiutò la Juventus a conquistare con un turno di anticipo un posto nei quarti di Champions grazie alla quarta vittoria nella fase a gironi, un 1-0 contro il Manchester Utd: fino ad allora nessuna squadra italiana aveva mai vinto sul campo dell'Old Trafford. Segnò anche la rete decisiva nella finale di Coppa Intercontinentale, il 26 novembre 1996, contro i sudamericani del River Plate; in seguito, alzò la sua terza coppa internazionale in meno di un anno contro il Paris Saint-Germain, mettendo a referto una doppietta e due assist nella doppia finale di Supercoppa UEFA. Poi si procurò uno strappo muscolare semitendinoso alla coscia destra che lo tenne fermo due mesi.

Del Piero nel 1997 con il trofeo della Supercoppa UEFA

Giocò la seconda finale di Champions consecutiva entrando nel secondo tempo, mentre la Juventus perdeva 2-0 contro il Borussia Dortmund (Lippi aveva preferito tenerlo in panchina dopo il rientro da un infortunio): subito dopo l'ingresso in campo segnò il suo 15º e ultimo gol stagionale, un colpo di tacco al volo, che non evitò la sconfitta ai bianconeri nella finale, persa per 3-1. A fine stagione vinse comunque il suo secondo campionato e fu il miglior marcatore della rosa.
Giocò la stagione 1997-1998 ad alto livello, vincendo subito la Supercoppa italiana. Il 1º ottobre 1997, in trasferta, si rese autore di un gol alle spese del Manchester Utd, il quarto più veloce nella storia della Champions, segnato dopo 20 secondi e 12 centesimi. A fine anno fu uno dei sei giocatori della Juventus a essere nominato per il Pallone d'oro.
Il 1º aprile 1998, contro il Monaco, realizzò una tripletta che gli permise di superare Platini per numero di gol in Champions, diventando il capocannoniere bianconero in questa competizione. Segnò 5 gol nella fase a gironi e altri 5 in quella a eliminazione diretta spianando la strada alla sua squadra verso la sesta finale della sua storia. Miglior marcatore della competizione, giocò ogni minuto della fase a eliminazione diretta che portò poi la Juventus a perdere 1-0 la finale contro il Real Madrid, da lui giocata in precarie condizioni fisiche a causa di un precedente infortunio. Il 26 aprile segnò ai rivali dell'Inter il gol che permise alla Juventus di avviarsi alla conquista dello scudetto.

Filippo Inzaghi e Del Piero, tandem d'attacco della Juventus campione d'Italia 1997-1998. Dopo un'ottima prima stagione assieme sul versante realizzativo e ancor più dell'intesa in campo, negli anni seguenti il loro rapporto andò a raffreddarsi soprattutto sul piano personale.

Chiuse la sua stagione avendo segnato 21 gol in campionato, 10 in Champions e uno in Coppa Italia per un totale di 32 reti. Per la terza edizione consecutiva venne inserito nella Squadra dell'Anno ESM e fu premiato per le prestazioni del 1998 con un Oscar del calcio AIC come migliore calciatore italiano.

###### 1998-2001: il grave infortunio e la lenta ripresa
Il 1998-1999 cominciò con un gol alla Lazio nella Supercoppa italiana, che non bastò alla Juventus per vincere il trofeo. Ancora alle prese coi postumi dell'infortunio patito nel finale della precedente stagione, Del Piero faticò a entrare in condizione: anche per infondergli maggiore fiducia, dalla sfida interna di campionato contro il Cagliari del 20 settembre 1998 lo spogliatoio gli affidò per la prima volta i gradi di capitano. Con il passare delle settimane il fantasista parve ritrovare la verve dei tempi migliori, decidendo tra l'altro il derby d'Italia del 25 ottobre; tuttavia l'8 novembre, al 2' di recupero della trasferta sul campo dell'Udinese, nel tentativo di battere a rete incappò in un ancora più grave infortunio al ginocchio sinistro, riportando la lesione del legamento crociato anteriore e posteriore: l'accaduto lo costrinse all'intervento chirurgico negli Stati Uniti e a una riabilitazione di ben 9 mesi, chiudendo così la stagione dopo appena 8 partite. Il campionato era ormai compromesso, mentre il percorso in Champions terminerà in semifinale contro il Manchester Utd, capace di rimontare al Delle Alpi il doppio svantaggio firmato da Filippo Inzaghi; ai bianconeri sfuggì anche la qualificazione diretta alla Coppa UEFA, ottenuta poi tramite la vittoria estiva nella Coppa Intertoto UEFA. La Juventus finì la stagione con l'abbandono del tecnico Lippi e il settimo posto in campionato.

Del Piero festeggia il gol al Vicenza del 18 ottobre 1998, tra le ultime gioie prima del grave infortunio di Udine del successivo novembre, a posteriori spartiacque nella carriera; al braccio mostra la fascia di capitano, consegnatagli per le prime volte dalla Juventus in questa stagione.

Intanto, il 29 giugno, dopo una lunga trattativa legata all'ingaggio e ai diritti di sfruttamento della sua immagine, firmò il rinnovo del contratto con il club bianconero, con un adeguamento economico che portò il suo stipendio a 10 miliardi di lire all'anno, facendone al tempo il calciatore più pagato al mondo. L'attesa per il suo rientro portò Gianni Agnelli a ribattezzarlo Godot.
Tornato dall'infortunio, con Carlo Ancelotti in panchina, nel precampionato diede un contributo importante, tra gol e assist, alla vittoria dell'Intertoto: vincendo il trofeo in finale contro il Rennes, la Juventus divenne la prima unica squadra in Europa a vincere tutte le – all'epoca – sei competizioni per club gestite dall'UEFA. Titolare in tutte e 34 le partite di campionato, durante l'annata non giocò agli stessi livelli a cui aveva abituato in passato, al punto da alimentare dubbi sulle sue possibilità di recupero completo dall'infortunio. Riuscì comunque a segnare 12 gol in stagione, seppure in campionato solo uno arrivò non da calcio piazzato, quello che decise il big match col Parma del 7 maggio – e che pose fine a un'astinenza sottorete su azione che, per il numero dieci bianconero, perdurava in Serie A da 567 giorni –; servì inoltre una ventina di assist, di cui 14 in campionato, che ne fecero il miglior rifinitore dell'edizione. Lo scudetto, per la sconfitta della Juventus a Perugia all'ultima giornata – tra molte polemiche causa un campo ai limiti della praticabilità –, andò alla Lazio, in vantaggio di un punto rispetto ai piemontesi.

Del Piero in azione a Cesena il 4 agosto 1999 per le semifinali della Coppa Intertoto UEFA, di nuovo in campo a nove mesi dall'infortunio di Udine.

Altalenante anche nella prima parte della stagione 2000-2001, tuttavia il 18 febbraio, nella partita Bari-Juventus, segnò un gol rimasto tra i suoi più belli – dribbling secco e pallonetto a seguire a scavalcare il portiere – e soprattutto significativi, che lo portò a esultare con un pianto e una dedica al padre, venuto a mancare pochi giorni prima. Questo episodio rappresentò un nuovo spartiacque nella sua carriera: pur se la Juventus chiuse nuovamente il torneo al secondo posto, Del Piero giocò un positivo finale di stagione e da quel momento ritrovò definitivamente fiducia nei propri mezzi.

###### 2001-2004: gli scudetti da capitano
Il ritorno di Marcello Lippi sulla panchina della Juventus coincise con un'ottima annata per Del Piero, che nella stagione 2001-2002 mise a segno 21 reti. Promosso stavolta definitivamente a capitano della squadra, stante un Antonio Conte ormai nella fase calante della carriera, al debutto casalingo in campionato del 26 agosto segnò una doppietta al Venezia, superando il traguardo dei 100 gol in maglia bianconera. Il successivo 31 ottobre, nell'incontro di UEFA Champions League perso contro gli scozzesi del Celtic per 4-3, segnò il 27º gol in ambito continentale, superando il record di marcature nelle coppe europee con la casacca juventina precedentemente appartenuto a Bettega. Nell'ultima giornata di campionato, il 5 maggio 2002, grazie al passo falso dell'Inter che perse 4-2 in casa della Lazio, e alla vittoria della Juventus 2-0 a Udine, in cui Del Piero segnò e fece segnare un gol a David Trezeguet, vincendo il suo quarto scudetto – primo da capitano – a cui contribuì con 16 realizzazioni e una buona somma di assist per il suo compagno di reparto. In quell'anno insieme a Trezeguet registrò il record come coppia d'attacco più prolifica d'Europa, con 40 gol in due, di cui 24 del franco-argentino (che gli valsero il primato nella classifica marcatori, insieme a Dario Hübner) e 16 suoi.

Del Piero (accosciato, secondo da destra) nella Juventus campione d'Italia 2001-2002, la prima di cui fu capitano effettivo.

Iniziò al meglio la stagione 2002-2003 con 10 reti nelle prime sette partite della Juventus: tra queste, la doppietta che nel precampionato decise la Supercoppa italiana in favore dei suoi, e il rigore che il 15 settembre sbloccò il punteggio nel 3-0 interno all'Atalanta, rimasto nella storia bianconera poiché fu il gol numero 4 000 della squadra nella Serie A a girone unico. Nel corso dell'annata, il 17 novembre 2002 sbloccò il punteggio nel derby di Torino, poi vinto in goleada per 4-0, con un tacco volante rimasto nell'immaginario della stracittadina, mentre il 27 aprile 2003, nella vittoria interna per 2-1 sul Brescia, realizzò il suo 100º gol in massima serie. Giocò inoltre una parte significativa della corsa che portò i bianconeri alla finale di Champions, segnando 5 reti: l'ultima nella semifinale di ritorno contro il Real Madrid, in cui fornì anche l'assist a Trezeguet per il gol di apertura, in una partita poi finita 3-1 per i bianconeri che ribaltarono così la sconfitta subita all'andata per 2-1, eliminando i campioni in carica dalla competizione. Dopo aver vinto il quinto scudetto, nella prima finale di Champions tutta italiana della storia, la Juventus venne sconfitta ai rigori dal Milan. Chiuse la stagione come capocannoniere della Juventus in Serie A e in Europa, in coabitazione con Pavel Nedvěd.

Del Piero (in primo piano) nel 2003, pressato da madridista Flávio Conceição nella semifinale di ritorno della UEFA Champions League.

Nella stagione successiva, inserito per la settima volta in carriera tra i candidati per il Pallone d'oro, vinse la Supercoppa italiana con la Juve per la quarta volta, dopo la vittoria ai rigori contro il Milan, e perse la finale di Coppa Italia, avendo realizzato un ininfluente gol alla Lazio.

###### 2004-2006: il caso Calciopoli e la stagione in Serie B

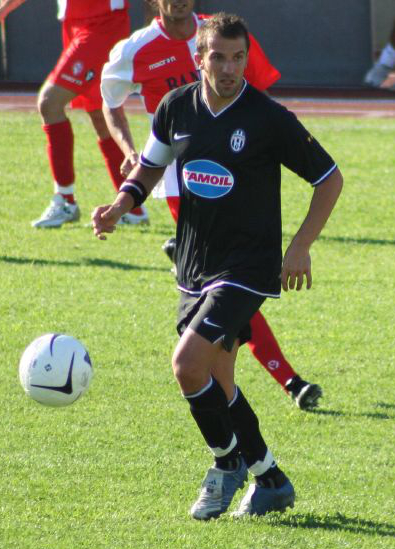
Del Piero in azione il 9 settembre 2006 a Rimini, all'esordio juventino in Serie B dopo i fatti di Calciopoli: il capitano bianconero fu tra i pochi dello spogliatoio a non lasciare la squadra dopo il declassamento d'ufficio.

Nella stagione 2004-2005 il ruolo di titolare fisso nella Juventus venne messo in discussione dall'arrivo di Zlatan Ibrahimović e soprattutto dalle decisioni del nuovo allenatore Fabio Capello, che spesso lo relegò in panchina e con il quale il giocatore non ebbe mai un rapporto ottimale dal punto di vista delle scelte tecniche. Concluse la stagione con un computo totale di 17 reti segnate, il migliore al club. Nell'ultima di campionato il 29 maggio segnò al Cagliari il gol di apertura nella vittoria per 4-2, vincendo lo scudetto che sarà in seguito revocato. Nel corso della stagione superò Felice Borel e Omar Sívori tra i migliori marcatori nella storia della Juventus.
Nel corso della stagione 2005-2006 raggiunse dapprima Bettega e in seguito, con una tripletta alla Fiorentina in Coppa Italia, Boniperti, salendo a quota 185 reti e diventando il miglior cannoniere di sempre nella storia della Juventus.
Il 12 febbraio 2006, da sostituto di Ibrahimović segnò su punizione il gol-vittoria nel derby d'Italia a San Siro, consolidando la marcia della Juventus verso la conquista del titolo. Chiuse il campionato con una rete alla Reggina e festeggiando un altro scudetto, che in seguito alla vicenda Calciopoli verrà assegnato dalla FIGC all'Inter terza classificata. Segnò 20 gol, dei quali 3 in UEFA Champions League, 5 in Coppa Italia, di cui vinse la classifica marcatori, e 12 in campionato giocando da titolare in sole 17 delle 38 partite totali dei bianconeri. Il posto in nazionale restava in dubbio a causa delle buone prestazioni di altri attaccanti italiani, ma ottenne ugualmente la convocazione per il mondiale.
In seguito alla retrocessione in Serie B della Juventus, con 17 punti di penalizzazione, decisa dalla sentenza relativa a Calciopoli, fu tra i pochi della rosa che non lasciò la società. Tredici anni dopo l'ultima esperienza con il Padova, il 9 settembre 2006 giocò contro il Rimini la sua prima partita in Serie B con la maglia della Juventus, che pareggiò 1-1. Sette giorni più tardi, sabato 16 settembre, scese in campo per la 500ª partita ufficiale tra i professionisti, di cui 486 con i bianconeri e 14 con i biancoscudati.

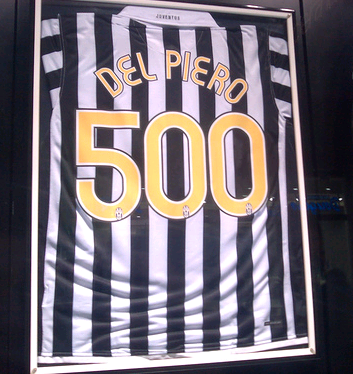
Maglia celebrativa delle 500 presenze di Del Piero con la Juventus, traguardo raggiunto nella stagione 2006-2007.

In tale circostanza segnò il primo gol nel campionato cadetto con la maglia juventina che sancì la vittoria per 2-1 contro il Vicenza, prima vittoria del club torinese nel torneo, mentre il 28 ottobre segnò il suo duecentesimo gol in bianconero contro il Frosinone debuttante in Serie B, entrando definitivamente nella storia del club torinese.
Il 20 gennaio 2007, nel corso di Juventus-Bari, toccò un traguardo che solo altri due calciatori del passato, Gaetano Scirea e Giuseppe Furino, erano riusciti a raggiungere, quello delle 500 presenze in gare competitive con la Juventus. Chiuse il campionato con una doppietta all'Arezzo nella vittoria 1-5, con cui la Juventus ottenne con tre giornate di anticipo la matematica certezza del ritorno in Serie A.
Alla fine del torneo i suoi gol in totale furono 20 e gli consentirono di vincere il titolo di capocannoniere del campionato.

###### 2007-2010: il ritorno in Serie A e i 300 gol da professionista
Nel campionato 2007-2008 concesse il bis tra i cannonieri, stavolta in Serie A. Il 3 settembre successivo venne premiato con il Golden Foot 2007, piazzandosi davanti a Roberto Carlos e David Beckham.
Il 6 aprile, giocando la partita numero 553, divenne il calciatore con più presenze nella storia della società torinese.

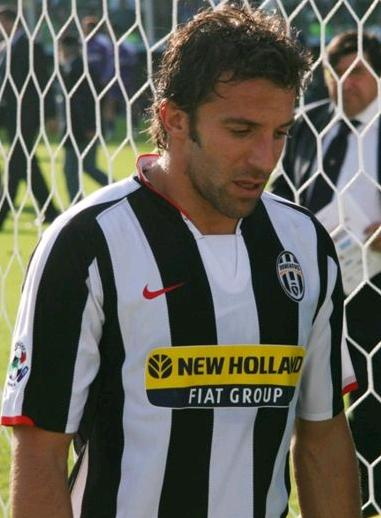
Del Piero nel 2007, anno del ritorno bianconero in massima serie.

Prima dell'ultima partita di campionato, che vedeva la Juventus confrontarsi con la Sampdoria a Marassi il 17 maggio, palesò l'intento di voler vincere il titolo di capocannoniere insieme al compagno di squadra Trezeguet, con cui era fermo a 19 realizzazioni. Dopo aver aperto le marcature al 6', al 15' subì un fallo per cui venne concesso un rigore che, fedele al suo proposito, lasciò battere al compagno di squadra il quale, trasformandolo, lo raggiunse in vetta alla classifica marcatori; successivamente però, dopo un'insistita azione personale, venne atterrato in area al 68' guadagnandosi un nuovo tiro dagli undici metri, di cui stavolta si incaricò direttamente, e la cui realizzazione gli valse la vetta solitaria della graduatoria cannonieri.
Nella stagione 2007-2008 portò la neopromossa Juventus a un inatteso terzo posto in classifica, terminando il campionato aggiudicandosi per la prima volta il primo posto nella classifica capocannonieri di Serie A, con 21 gol segnati; Del Piero diventò il secondo giocatore in Italia a essere riuscito per due anni consecutivi a vincere questa classifica dapprima in Serie B e poi in A (impresa riuscita prima solo a Paolo Rossi con la maglia del Lanerossi Vicenza nelle stagioni 1976-1977 e 1977-1978).
Nella stagione 2008-2009, dopo oltre due anni di assenza, tornò a disputare la UEFA Champions League, passando attraverso la fase preliminare. Raggiunta la fase a gironi, nella gara di ritorno contro il Real Madrid, disputata il 5 novembre al Santiago Bernabéu, realizzò entrambe le reti della vittoria della Juventus sui madrileni, diventando il primo giocatore di una squadra italiana a segnare una doppietta nello stadio spagnolo, meritandosi una standing ovation al momento dell'uscita dal campo e i complimenti di Diego Armando Maradona.

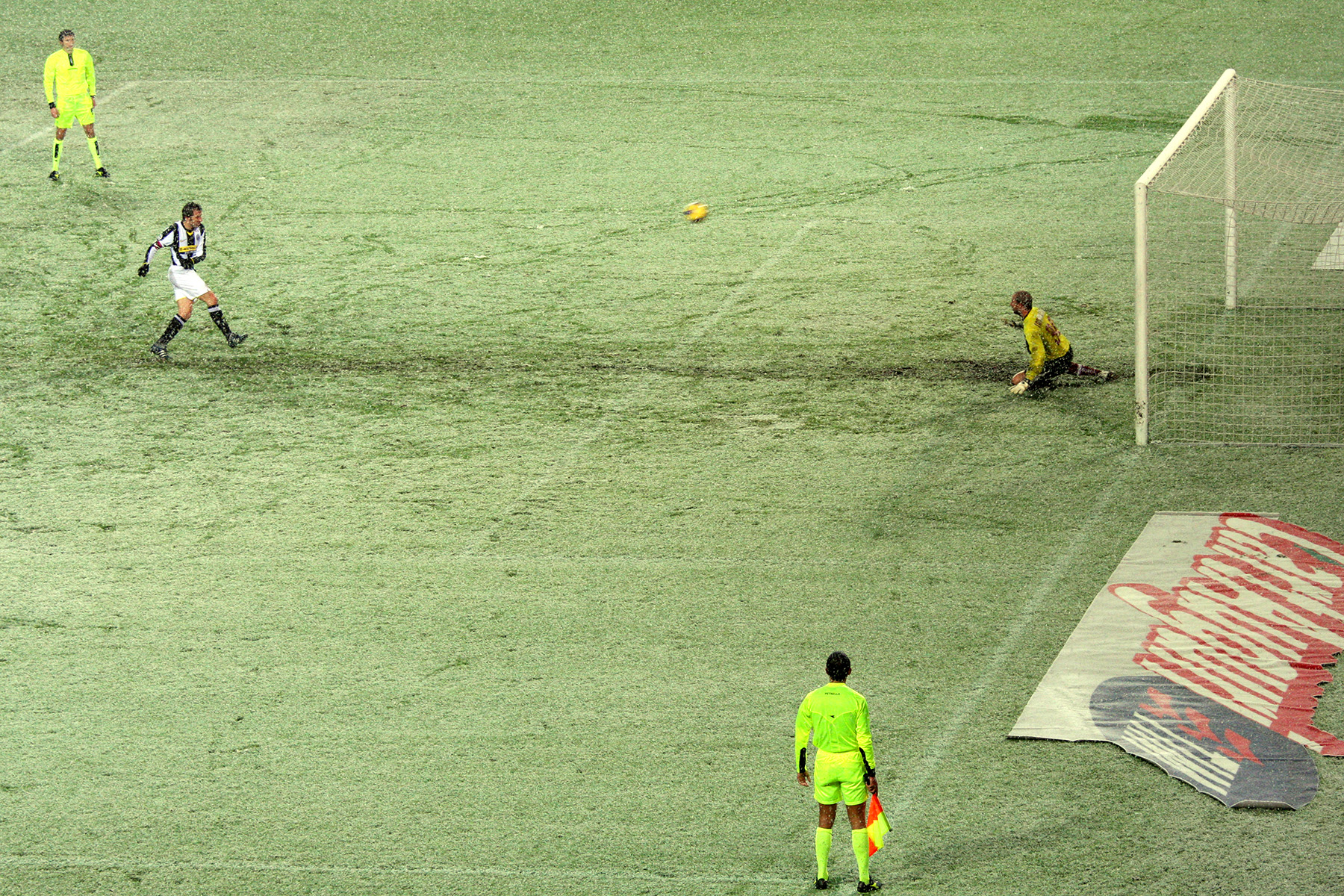
Del Piero realizza il suo 250º gol in bianconero, trasformando il rigore del 4-0 finale in Juventus-Reggina del 29 novembre 2008.

Chiuse il 2008, il suo anno più prolifico, con 28 gol realizzati di cui 20 in Serie A, che lo laurearono capocannoniere dell'anno solare, tagliando inoltre il traguardo dei 250 gol in maglia bianconera. Il 19 gennaio 2009 venne premiato dall'AIC con tre Oscar del calcio, in qualità di miglior calciatore italiano, miglior cannoniere dell'anno solare 2008 e calciatore più amato dal pubblico.
Il 10 marzo, nella partita di ritorno degli ottavi di Champions Juventus-Chelsea, segnò il gol del momentaneo 2-1 per i bianconeri, che verranno poi eliminati dalla competizione.
Inoltre siglò la sua 115ª presenza nelle coppe internazionali, 111ª se si contano le sole coppe europee, con la maglia della Juventus, entrambi record assoluti. Il 10 maggio a San Siro contro il Milan nella partita terminata 1-1, entrò a 20 minuti dalla fine siglando così la sua seicentesima presenza con la maglia della Juventus, record assoluto. Una settimana dopo, il 17 maggio, con 397 presenze in Serie A in maglia bianconera, eguagliò Scirea. Il 31 maggio gli venne consegnato all'Olimpico di Torino il Pallone d'argento come riconoscimento al calciatore più corretto del 2008-2009.

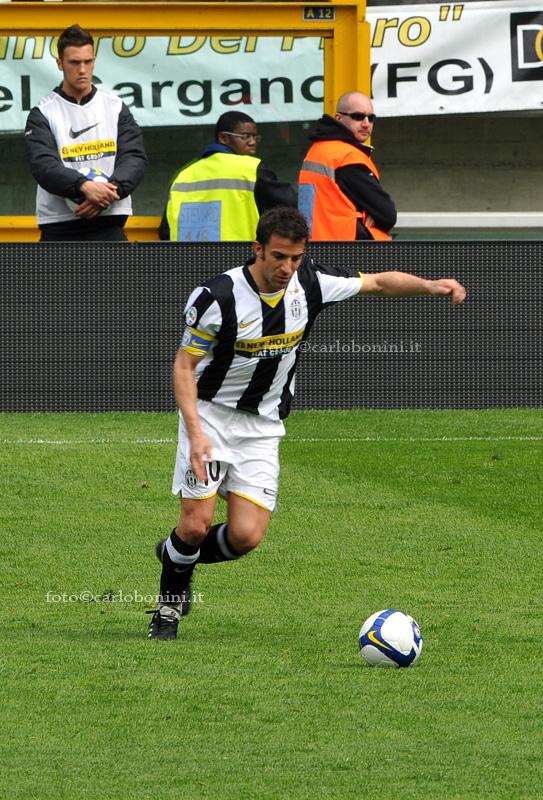
Del Piero si appresta a battere un calcio piazzato per i torinesi nel 2009

Debuttò nella nuova stagione il 27 settembre 2009 nei minuti finali di Juventus-Bologna (1-1) tagliando il traguardo di 400 apparizioni in Serie A. Si infortunò di nuovo il 1º ottobre procurandosi in allenamento una distrazione muscolare di primo/secondo grado alla coscia sinistra, la stessa del precedente infortunio. A metà stagione, a causa di questi infortuni, concluse il girone d'andata senza segnare alcuna rete (per la prima volta da quando milita nella squadra bianconera).
Dopo diverse panchine tornò al gol agli ottavi di Coppa Italia col Napoli il 13 gennaio 2010, segnando una doppietta decisiva per il passaggio del turno. Il 14 marzo 2010 centrò i gol numero 300 e 301 della sua carriera nel pareggio casalingo per 3-3 contro il Siena. Finì la stagione come capocannoniere della squadra con 11 reti complessive.

###### 2010-2012: l'ultimo scudetto e il passo d'addìo
Il 30 ottobre 2010, nella partita vinta 1-2 sul campo del Milan, realizzò il secondo gol della sua squadra scavalcando così Boniperti quale marcatore juventino più prolifico della Serie A con 179 reti. Quindi, nella sfida esterna contro il Cagliari del 5 febbraio 2011 portò a 444 il numero di presenze in Serie A, superando il record societario fissato ancora da Boniperti. Concluse la stagione con 11 reti e 6 assist che lo resero il miglior marcatore stagionale della Juventus per la nona volta in carriera.

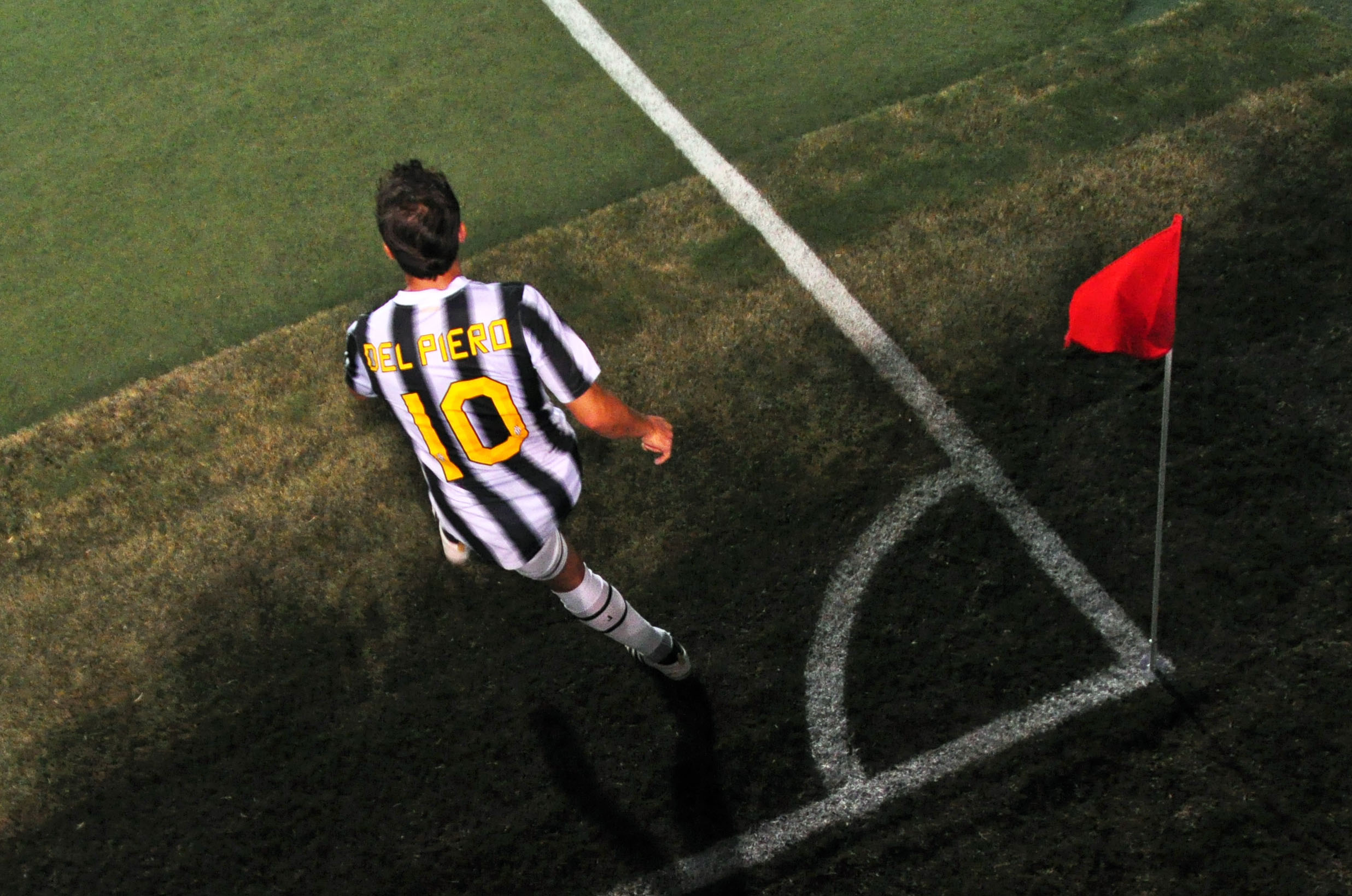
Del Piero batte un calcio d'angolo durante l'amichevole tra Guadalajara e Juventus nell'estate 2011

La stagione successiva cominciò con l'arrivo di Antonio Conte, già suo capitano in squadra meno di dieci anni prima, come nuovo tecnico in panchina e con l'esordio nel nuovo Juventus Stadium, grazie al quale Del Piero vanta il record di aver giocato e segnato in quattro degli impianti bianconeri. Questa fu la sua ultima stagione da calciatore juventino e la prima, da sedici anni a quella parte, in cui non fu più titolare inamovibile – sarà Gianluigi Buffon a sostituirlo sovente in campo da vicecapitano.
Ciò nonostante, quando chiamato in causa, ebbe ancora modo di dare il suo contributo a una Juventus a posteriori all'inizio di un vittorioso ciclo domestico. Il 25 marzo 2012 chiuse il tabellino nell'ultimo derby d'Italia della sua carriera (2-0), mentre il successivo 11 aprile, dopo essere subentrato a Mirko Vučinić nei minuti finali della sfida contro la Lazio, festeggiò la 700ª partita in maglia bianconera segnando su punizione il gol-vittoria (2-1), decisivo nell'ottica della corsa scudetto contro il Milan. Il 6 maggio 2012 conquistò il titolo – il primo nel post Calciopoli per la squadra torinese – con una giornata di anticipo, nella partita giocata a Trieste contro il Cagliari e vinta per 2-0, giovando anche del contemporaneo rovescio rossonero nella stracittadina milanese: per Del Piero fu il sesto scudetto personale nonché il terzo da capitano bianconero.

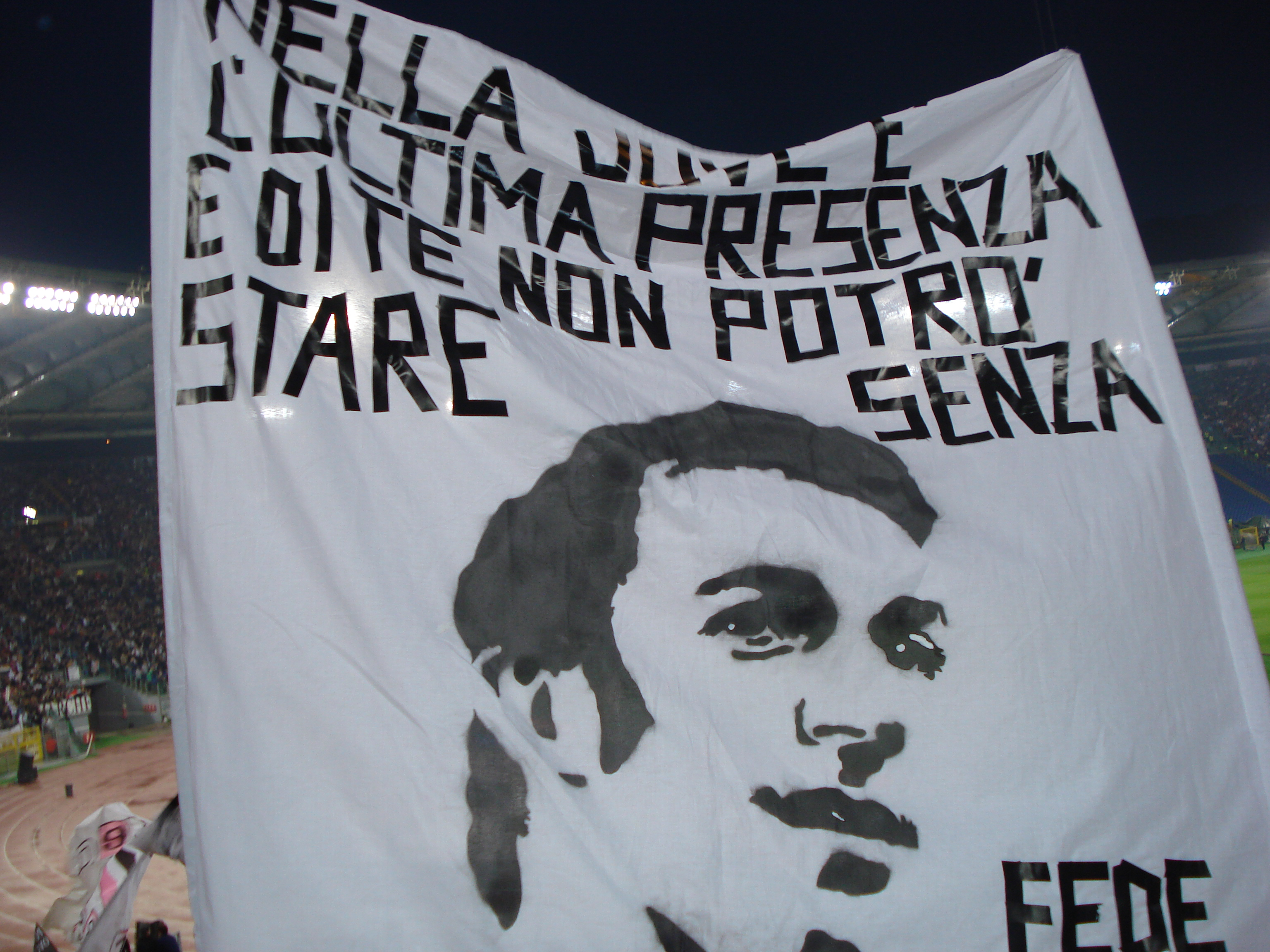
Striscione dedicato a Del Piero il 20 maggio 2012 per la finale di Coppa Italia, ultima partita disputata in maglia bianconera.

Il 13 maggio 2012 disputò la sua ultima partita in campionato con la maglia della Juventus, contro l'Atalanta, segnando il 290º gol della sua carriera bianconera; l'attaccante uscì dal campo al 57', acclamato da entrambe le squadre e oggetto di una standing ovation da parte dei tifosi tra applausi, cori e lacrime, "costringendolo" a un giro di campo eccezionalmente a gara ancora in corso. Sette giorni dopo, nella finale di Coppa Italia persa a Roma contro il Napoli, la Juventus scese in campo con un distintivo speciale sulla maglia per celebrare l'ultima partita in bianconero del suo numero dieci.

##### Sydney FC
(Alessandro Del Piero, 5 settembre 2012)

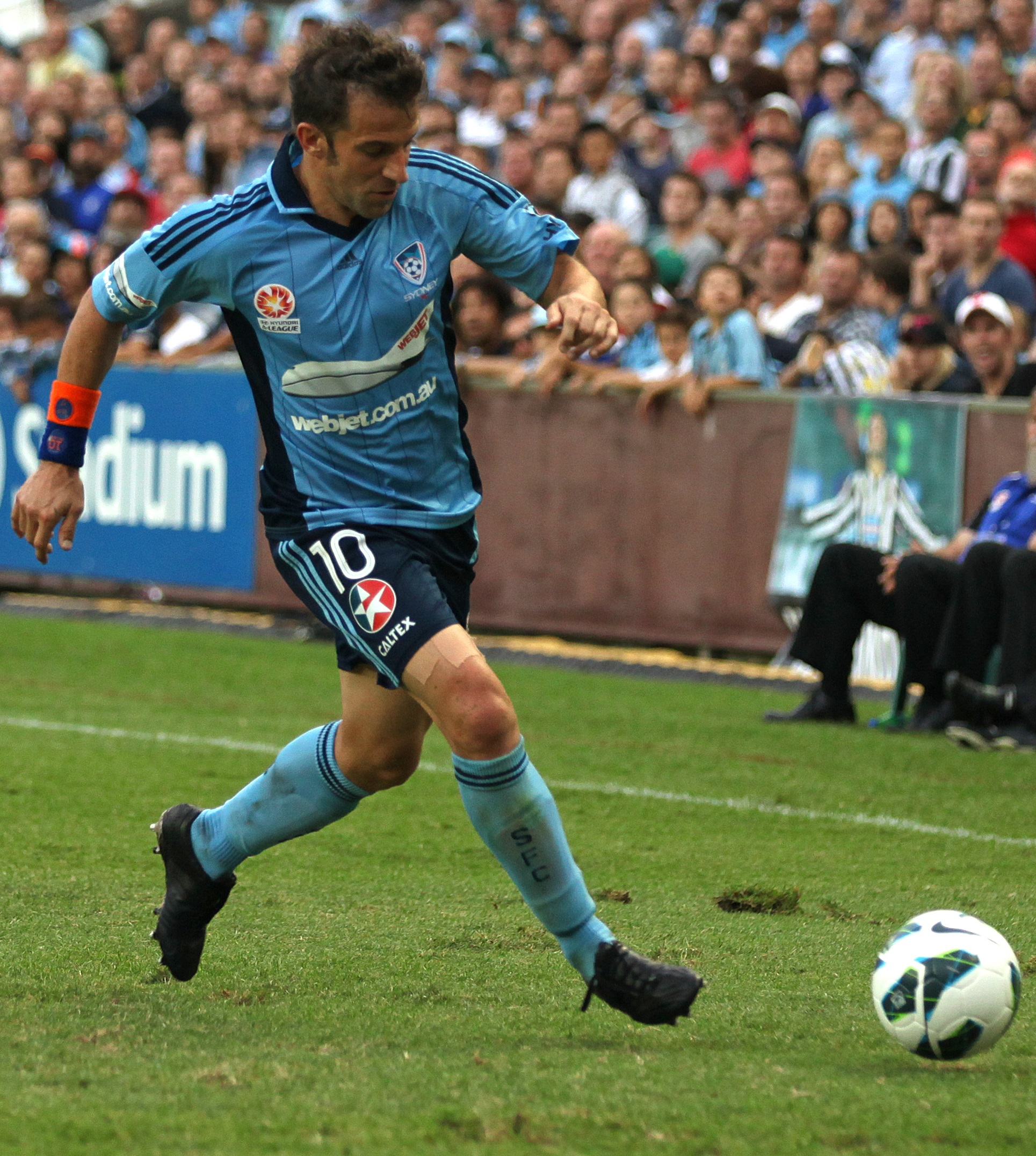
Del Piero in azione con la maglia del Sydney FC nel 2013

Il 5 settembre 2012 annunciò la firma con il club australiano del Sydney FC. Debuttò con la nuova squadra nella prima partita della A-League 2012-2013, contro il Wellington Phoenix, rimediando una sconfitta per 2-0; nella giornata successiva realizzò su punizione il primo gol in Australia, contro il Newcastle Jets. Il 28 ottobre celebrò la sua 800ª partita da professionista. Il 19 gennaio 2013, nella gara interna contro il Wellington Phoenix, mise a segno la prima quaterna in carriera, servendo anche un assist, che regalò la vittoria agli Sky Blues per 7-1.
Chiuderà la stagione con 14 reti all'attivo (miglior cannoniere stagionale di sempre del Sydney), con la sua squadra al settimo posto in classifica e fuori dalle finals series.
Nella stagione successiva Del Piero, nel frattempo nominato capitano della squadra, eguagliò Giuseppe Meazza al secondo posto nella classifica dei migliori marcatori italiani di tutti i tempi con 338 reti, grazie al gol siglato contro il Melbourne Heart.

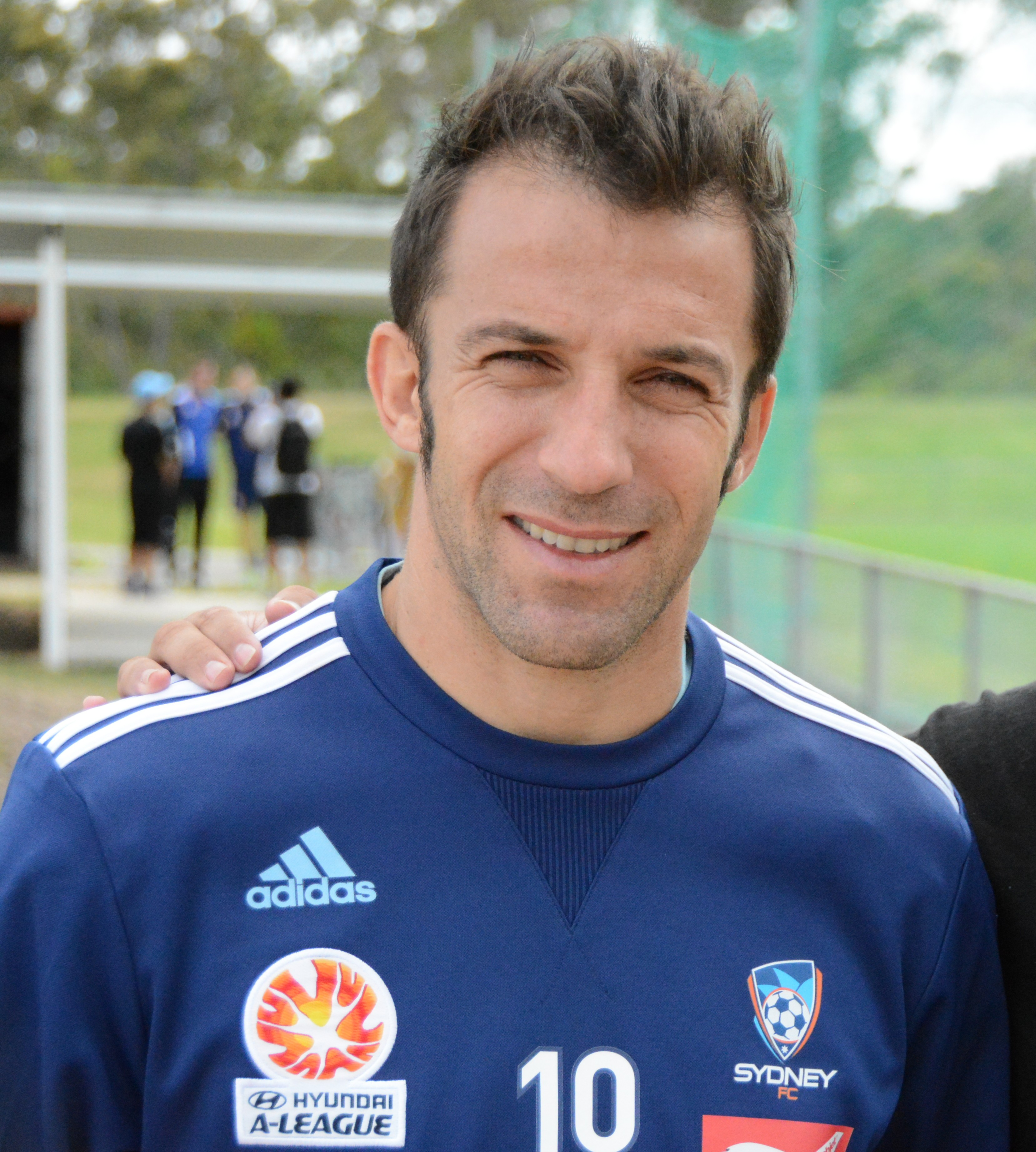
Del Piero in allenamento con gli Sky Blues nel 2014

Dopo alcune prestazioni non brillanti, anche a causa di problemi fisici, alla penultima gara di campionato segnò una doppietta nel 4-1 contro il Wellington Phoenix, prima di chiudere la regular season fornendo due assist nella vittoria per 2-1 sul Perth Glory, che garantì al Sydney FC il quinto posto in classifica e l'accesso alle finals series. Concluse la stagione con un bottino di 10 gol e 9 assist, dopo la sconfitta per 2-1 nei quarti delle finals contro il Melbourne Victory.
Il 28 aprile palesò l'intento di non rinnovare il suo contratto con il Sydney FC, club con il quale giocò 48 partite segnando 24 gol.

##### Delhi Dynamos
Il 28 agosto 2014 si accordò con la neonata franchigia indiana del Delhi Dynamos, militante nel nuovo campionato dell'Indian Super League. Segnò il suo primo e unico gol con gli arancioneri – l'ultimo della sua carriera – il 9 dicembre, su calcio di punizione, per il momentaneo 1-2 della sua squadra contro il Chennaiyin. Terminò il campionato al quinto posto, non raggiungendo i play-off, con all'attivo 10 presenze, chiudendo qui la sua attività agonistica.

#### Nazionale

##### Nazionali giovanili

Del Piero nel 1992, in azione da capitano della nazionale under 18 durante le qualificazioni all'europeo di categoria 1993.

Nel 1991 partecipò con l'Italia under 17 al mondiale di categoria ospitato dall'Italia, realizzando una rete nella seconda partita degli azzurri, contro la Cina (2-2). Tra il 1992 e il 1993 giocò 14 partite con l'Italia under 18, segnando 12 reti. Nel 1992 partecipò con la medesima selezione al torneo dedicato a Paolo Valenti, dove debuttò il 12 aprile a Forlì contro la Norvegia, nella partita finita 2-0 per gli italiani. Due giorni dopo, contro la Grecia, segnò il suo primo gol con l'Under-18 azzurra. Dopo aver battuto la Spagna in semifinale, l'Under-18 italiana si qualificò alla finale di Ravenna, dove affrontò un'altra selezione azzurra. Fu proprio Del Piero a segnare il gol che decise l'incontro (1-0). A ottobre Del Piero partecipò al campionato europeo Under-18, dove debuttò contro la Polonia, realizzando una tripletta nel successo italiano per 5-1. L'Italia uscì poi all'ultima partita del girone eliminatorio, contro l'Ungheria (2-0 all'andata per i magiari, 1-0 al ritorno per gli italiani).
Il 20 gennaio 1993 esordì nell'Italia under 21 di Cesare Maldini nell'amichevole vinta per 1-0 contro la Romania. Con gli azzurrini scese in campo nei quarti di finale del campionato europeo di categoria del 1994 e del 1996, senza però prendere parte alle fasi finali delle suddette competizioni. In totale vestì in 12 occasioni la maglia dell'Under-21, realizzando 3 reti: la prima contro la Croazia il 16 novembre 1994 e le altre due contro l'Ungheria, in un'amichevole del 21 febbraio 1996.

##### Nazionale maggiore

Del Piero in nazionale maggiore nel 1995 a Reggio Emilia, contro la, per le qualificazioni al.

Il capitolo nazionale maggiore è probabilmente quello più controverso nella carriera di Del Piero. A suo merito va il fatto di aver vestito 91 volte la maglia segnando 27 reti, quarto marcatore di sempre, a pari merito con Roberto Baggio. Non è tuttavia mai riuscito a spiccare nei campionati mondiali ed europei dove, in sette tornei differenti, ha marcato soltanto tre reti (due delle quali nei tre tornei mondiali, e una in quattro tornei europei).
Il suo esordio nella nazionale maggiore avvenne sotto la guida di Arrigo Sacchi a 20 anni, il 25 marzo 1995 contro l'Estonia (partita vinta dall'Italia per 4-1), mentre il primo gol fu segnato il 15 novembre seguente, contro la Lituania (4-0 per gli azzurri). Il 10 settembre 2008, nella gara contro la Georgia e valida per le qualificazioni al campionato del mondo 2010, disputò il suo ultimo incontro internazionale.

###### 1996-2000
Sacchi lo convocò per il campionato d'Europa 1996 in Inghilterra. Nella breve avventura degli azzurri, conclusasi al primo turno, fu impiegato solamente nella gara inaugurale, giocata l'11 giugno contro la Russia, come esterno di centrocampo, uscendo alla fine del primo tempo per far posto a Roberto Donadoni.
L'anno successivo fece parte della selezione del nuovo CT Cesare Maldini che giocò il Torneo di Francia, per poi essere convocato al campionato del mondo 1998 tenutosi in Francia.
L'infortunio muscolare che patì pochi giorni prima dell'inizio della competizione mondiale, nella finale di Champions contro il Real Madrid, lo fece arrivare in condizioni di forma precarie, sicché il CT favorì Roberto Baggio per la prima partita degli azzurri contro il Cile. Esordì il 17 giugno 1998 a Montpellier entrando dalla panchina al 65', al posto di Baggio, nella seconda partita del girone contro il Camerun, vinta 3-0. Nell'ultima partita del girone contro l'Austria, vinta 2-1, servì l'assist per il gol di Vieri su calcio di punizione; nel secondo tempo avvenne di nuovo la "staffetta": Del Piero lasciò il posto al Divin Codino a diciassette minuti dalla fine dell'incontro. Dopo essersi qualificata agli ottavi, il 27 giugno l'Italia batté la Norvegia per 1-0; Del Piero partì di nuovo titolare al fianco di Vieri e venne sostituito da Enrico Chiesa al 77'.

Del Piero assieme a Francesco Totti durante la finale del

Il 3 luglio 1998 l'Italia fu eliminata ai quarti di finale del mondiale dai padroni di casa della Francia ai tiri di rigore, dopo lo 0-0 dei tempi supplementari. In questa occasione Del Piero fu sostituito ancora una volta da Baggio nella ripresa.
Fu poi scelto dal nuovo commissario tecnico Dino Zoff per il campionato d'Europa 2000 in Belgio e Paesi Bassi, nonostante fosse da poco rientrato da un infortunio. Nell'ultima partita del girone, contro la Svezia, il 10 giugno, scese in campo dal primo minuto, fornendo l'assist a Di Biagio per il momentaneo 1-0 e realizzando poi all'88' il gol del definitivo 2-1, con un tiro che si infilò all'incrocio dei pali della porta di Magnus Hedman. Nella finale persa contro la Francia subentrò a Fiore al 53', due minuti prima che l'Italia passasse in vantaggio; successivamente fallì il gol del raddoppio al 59' quando, liberato da Francesco Totti, calciò a lato davanti a Fabien Barthez, nonché il possibile golden goal al 9' del primo tempo supplementare.

###### 2000-2008
Autore di cinque reti durante le qualificazioni al campionato del mondo 2002, tra cui quella all'Ungheria che valse il matematico accesso al torneo, venne convocato dal nuovo selezionatore Giovanni Trapattoni per la fase finale del torneo, disputato in Corea del Sud e Giappone. Anche durante questa edizione, la seconda per il giocatore, Del Piero visse la staffetta con l'altro fantasista della squadra, Totti. Nella terza partita, giocata il 13 giugno contro il Messico, entrò al posto del romanista al 78', segnando sette minuti dopo il gol del definitivo 1-1 (dedicato alla memoria del padre scomparso da poco) che mise al sicuro per l'Italia la qualificazione agli ottavi. Terminò il suo secondo mondiale con 89' giocati in 3 gare e una rete, la prima in questo tipo di competizione.
In sei partite delle qualificazioni al campionato d'Europa 2004 andò a segno cinque volte, venendo poi convocato da Trapattoni per il campionato d'Europa 2004 in Portogallo, dove partì titolare in tutte le tre gare del gruppo C. L'Italia, tuttavia, non andò oltre la fase a gironi.

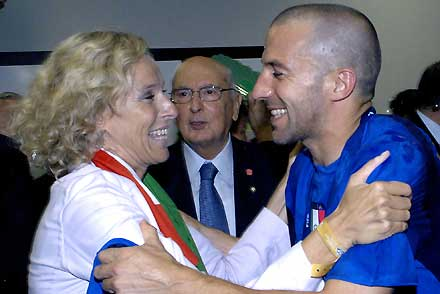
Del Piero festeggia la vittoria del insieme al ministro Giovanna Melandri e al presidente Giorgio Napolitano

Nel 2006 è Marcello Lippi, il tecnico che lo aveva lanciato nella Juventus, a essere nominato selezionatore della nazionale. Del Piero fu convocato per il campionato del mondo 2006 in Germania, la sua terza rassegna iridata, nella quale visse di nuovo il dualismo con Totti. Entrò a partita in corso nelle prime due sfide contro Ghana e Stati Uniti, giocando da titolare solo la gara degli ottavi contro l'Australia. Nella semifinale contro la Germania, il 4 luglio, subentrò negli ultimi minuti dei supplementari risultando decisivo: prima batté il calcio d'angolo da cui scaturì l'azione dell'1-0 di Fabio Grosso, e poi realizzò al 120' il definitivo 2-0, finalizzando il contropiede lanciato da Fabio Cannavaro e Alberto Gilardino, con un tiro all'incrocio dei pali che sarebbe stato il suo ultimo gol in azzurro. Cinque giorni dopo all'Olympiastadion di Berlino, nella finale contro la Francia, dopo essere entrato a pochi minuti dalla fine dei tempi regolamentari, conclusisi sull'1-1 per le reti di Zinédine Zidane e Marco Materazzi, nell'epilogo ai rigori segnò il quarto dei cinque penalty che assegnarono all'Italia il quarto titolo mondiale.
Nel settembre 2007, dopo il pareggio senza gol a San Siro contro la Francia nelle qualificazioni al campionato d'Europa 2008, da tempo insoddisfatto per il modo in cui veniva impiegato, chiese pubblicamente di non essere più convocato se non per giocare come attaccante – e non spostato sulla fascia, come invece gli imponeva il nuovo commissario tecnico Roberto Donadoni –; ciò, pur sapendo che potrebbe significare l'addio alla maglia azzurra. Non venne infatti più convocato per le restanti gare di qualificazione, ma tornò comunque tra i selezionati per la fase finale dell'europeo in Austria e Svizzera, grazie anche alla buona stagione 2007-2008 disputata con la Juventus, suggellata dal titolo di capocannoniere della Serie A: inoltre, a causa dell'infortunio di Cannavaro ereditò pro tempore i gradi di capitano della nazionale azzurra, che uscirà dalla competizione ai quarti di finale, solo ai rigori, contro i futuri campioni della Spagna.
Disputò il suo ultimo incontro con la maglia azzurra il 10 settembre 2008, nella gara contro la Georgia vinta 2-0 e valida per le qualificazioni al mondiale 2010, nella quale subentrò al 56' ad Antonio Di Natale e servì l'assist per il secondo gol di Daniele De Rossi.

### Dopo il ritiro
Una volta appesi gli scarpini al chiodo, dal 2015 è tra gli opinionisti di Sky Sport, ESPN e Paramount+. In precedenza, nel 2014 era stato nominato global ambassador della Coppa d'Asia 2015. Prende inoltre parte a tornei riservati a ex calciatori, come lo Star Sixes.
Nel 2025 consegue la licenza UEFA Pro da allenatore.

## Statistiche
Tra club, nazionale maggiore e nazionali giovanili, Del Piero ha giocato 897 partite segnando 359 reti, alla media di 0,40 gol a partita.

### Presenze e reti nei club
| Stagione         | Squadra          | Campionato       | Campionato | Campionato | Coppe nazionali | Coppe nazionali | Coppe nazionali | Coppe continentali | Coppe continentali | Coppe continentali | Altre coppe | Altre coppe | Altre coppe | Totale | Totale |
| Stagione         | Squadra          | Comp             | Pres       | Reti       | Comp            | Pres            | Reti            | Comp               | Pres               | Reti               | Comp        | Pres        | Reti        | Pres   | Reti   |
| ---------------- | ---------------- | ---------------- | ---------- | ---------- | --------------- | --------------- | --------------- | ------------------ | ------------------ | ------------------ | ----------- | ----------- | ----------- | ------ | ------ |
| 1991-1992        | Padova           | B                | 4          | 0          | CI              | 0               | 0               | -                  | -                  | -                  | -           | -           | -           | 4      | 0      |
| 1992-1993        | Padova           | B                | 10         | 1          | CI              | 0               | 0               | -                  | -                  | -                  | -           | -           | -           | 10     | 1      |
| Totale Padova    | Totale Padova    | Totale Padova    | 14         | 1          |                 | 0               | 0               |                    | -                  | -                  |             | -           | -           | 14     | 1      |
| 1993-1994        | Juventus         | A                | 11         | 5          | CI              | 1               | 0               | CU                 | 2                  | 0                  | -           | -           | -           | 14     | 5      |
| 1994-1995        | Juventus         | A                | 29         | 8          | CI              | 10              | 1               | CU                 | 11                 | 2                  | -           | -           | -           | 50     | 11     |
| 1995-1996        | Juventus         | A                | 29         | 6          | CI              | 2               | 1               | UCL                | 11                 | 6                  | SI          | 1           | 0           | 43     | 13     |
| 1996-1997        | Juventus         | A                | 22         | 8          | CI              | 4               | 0               | UCL                | 6                  | 4                  | SU+CInt     | 2+1         | 2+1         | 35     | 15     |
| 1997-1998        | Juventus         | A                | 32         | 21         | CI              | 4               | 1               | UCL                | 10                 | 10                 | SI          | 1           | 0           | 47     | 32     |
| 1998-1999        | Juventus         | A                | 8          | 2          | CI              | 1               | 0               | UCL                | 4                  | 0                  | SI          | 1           | 1           | 14     | 3      |
| 1999-2000        | Juventus         | A                | 34         | 9          | CI              | 2               | 1               | Int+CU             | 3+6                | 1+1                | -           | -           | -           | 45     | 12     |
| 2000-2001        | Juventus         | A                | 25         | 9          | CI              | 2               | 0               | UCL                | 6                  | 0                  | -           | -           | -           | 33     | 9      |
| 2001-2002        | Juventus         | A                | 32         | 16         | CI              | 4               | 1               | UCL                | 10                 | 4                  | -           | -           | -           | 46     | 21     |
| 2002-2003        | Juventus         | A                | 24         | 16         | CI              | 0               | 0               | UCL                | 13                 | 5                  | SI          | 1           | 2           | 38     | 23     |
| 2003-2004        | Juventus         | A                | 22         | 8          | CI              | 4               | 3               | UCL                | 4                  | 3                  | SI          | 1           | 0           | 31     | 14     |
| 2004-2005        | Juventus         | A                | 30         | 14         | CI              | 1               | 0               | UCL                | 10                 | 3                  | -           | -           | -           | 41     | 17     |
| 2005-2006        | Juventus         | A                | 33         | 12         | CI              | 4               | 5               | UCL                | 7                  | 3                  | SI          | 1           | 0           | 45     | 20     |
| 2006-2007        | Juventus         | B                | 35         | 20         | CI              | 2               | 3               | -                  | -                  | -                  | -           | -           | -           | 37     | 23     |
| 2007-2008        | Juventus         | A                | 37         | 21         | CI              | 4               | 3               | -                  | -                  | -                  | -           | -           | -           | 41     | 24     |
| 2008-2009        | Juventus         | A                | 31         | 13         | CI              | 3               | 2               | UCL                | 9                  | 6                  | -           | -           | -           | 43     | 21     |
| 2009-2010        | Juventus         | A                | 23         | 9          | CI              | 1               | 2               | UCL+UEL            | 2+3                | 0                  | -           | -           | -           | 29     | 11     |
| 2010-2011        | Juventus         | A                | 33         | 8          | CI              | 2               | 0               | UEL                | 10                 | 3                  | -           | -           | -           | 45     | 11     |
| 2011-2012        | Juventus         | A                | 23         | 3          | CI              | 5               | 2               | -                  | -                  | -                  | -           | -           | -           | 28     | 5      |
| Totale Juventus  | Totale Juventus  | Totale Juventus  | 513        | 208        |                 | 56              | 25              |                    | 127                | 51                 |             | 9           | 6           | 705    | 290    |
| 2012-2013        | Sydney FC        | AL               | 24         | 14         | -               | -               | -               | -                  | -                  | -                  | -           | -           | -           | 24     | 14     |
| 2013-2014        | Sydney FC        | AL               | 23+1       | 10+0       | -               | -               | -               | -                  | -                  | -                  | -           | -           | -           | 24     | 10     |
| Totale Sydney FC | Totale Sydney FC | Totale Sydney FC | 47+1       | 24         |                 | -               | -               |                    | -                  | -                  |             | -           | -           | 48     | 24     |
| 2014             | Delhi Dynamos    | ISL              | 10         | 1          | -               | -               | -               | -                  | -                  | -                  | -           | -           | -           | 10     | 1      |
| Totale carriera  | Totale carriera  | Totale carriera  | 584+1      | 234        |                 | 56              | 25              |                    | 127                | 51                 |             | 9           | 6           | 777    | 316    |

### Cronologia presenze e reti in nazionale
Vanta 91 presenze in nazionale, di cui 7 da capitano. Ha segnato 27 reti: 8 nelle qualificazioni agli europei, 6 nelle qualificazioni ai mondiali, 7 in amichevole, 3 nel Torneo di Francia, 2 ai mondiali e una agli europei. Vanta 3 gol in 12 presenze nell'Italia U-21 e 13 reti in 17 presenze nelle Nazionali U-18 e U-17.
| Cronologia completa delle presenze e delle reti in nazionale ― Italia | Cronologia completa delle presenze e delle reti in nazionale ― Italia | Cronologia completa delle presenze e delle reti in nazionale ― Italia | Cronologia completa delle presenze e delle reti in nazionale ― Italia | Cronologia completa delle presenze e delle reti in nazionale ― Italia | Cronologia completa delle presenze e delle reti in nazionale ― Italia | Cronologia completa delle presenze e delle reti in nazionale ― Italia | Cronologia completa delle presenze e delle reti in nazionale ― Italia |
| Data                                                                  | Città                                                                 | In casa                                                               | Risultato                                                             | Ospiti                                                                | Competizione                                                          | Reti                                                                  | Note                                                                  |
| --------------------------------------------------------------------- | --------------------------------------------------------------------- | --------------------------------------------------------------------- | --------------------------------------------------------------------- | --------------------------------------------------------------------- | --------------------------------------------------------------------- | --------------------------------------------------------------------- | --------------------------------------------------------------------- |
| 25-3-1995                                                             | Salerno                                                               | Italia                                                                | 4 – 1                                                                 | Estonia                                                               | Qual. Euro 1996                                                       | -                                                                     | 69’                                                                   |
| 19-6-1995                                                             | Losanna                                                               | Svizzera                                                              | 0 – 1                                                                 | Italia                                                                | Centenario Fed. Svizzera                                              | -                                                                     | 71’                                                                   |
| 21-6-1995                                                             | Zurigo                                                                | Italia                                                                | 0 – 2                                                                 | Germania                                                              | Centenario Fed. Svizzera                                              | -                                                                     | 46’                                                                   |
| 6-9-1995                                                              | Udine                                                                 | Italia                                                                | 1 – 0                                                                 | Slovenia                                                              | Qual. Euro 1996                                                       | -                                                                     | 46’                                                                   |
| 8-10-1995                                                             | Spalato                                                               | Croazia                                                               | 1 – 1                                                                 | Italia                                                                | Qual. Euro 1996                                                       | -                                                                     | 86’                                                                   |
| 11-11-1995                                                            | Bari                                                                  | Italia                                                                | 3 – 1                                                                 | Ucraina                                                               | Qual. Euro 1996                                                       | -                                                                     | 86’                                                                   |
| 15-11-1995                                                            | Reggio Emilia                                                         | Italia                                                                | 4 – 0                                                                 | Lituania                                                              | Qual. Euro 1996                                                       | 1                                                                     |                                                                       |
| 24-1-1996                                                             | Terni                                                                 | Italia                                                                | 3 – 0                                                                 | Galles                                                                | Amichevole                                                            | 1                                                                     | 73’                                                                   |
| 29-5-1996                                                             | Cremona                                                               | Italia                                                                | 2 – 2                                                                 | Belgio                                                                | Amichevole                                                            | 1                                                                     | 65’                                                                   |
| 1-6-1996                                                              | Budapest                                                              | Ungheria                                                              | 0 – 2                                                                 | Italia                                                                | Amichevole                                                            | -                                                                     | 64’                                                                   |
| 11-6-1996                                                             | Liverpool                                                             | Russia                                                                | 1 – 2                                                                 | Italia                                                                | Euro 1996 - 1º turno                                                  | -                                                                     | 46’                                                                   |
| 22-1-1997                                                             | Palermo                                                               | Italia                                                                | 2 – 0                                                                 | Irlanda del Nord                                                      | Amichevole                                                            | 1                                                                     | 62’                                                                   |
| 8-6-1997                                                              | Lione                                                                 | Italia                                                                | 3 – 3                                                                 | Brasile                                                               | Torneo di Francia                                                     | 2                                                                     |                                                                       |
| 11-6-1997                                                             | Parigi                                                                | Italia                                                                | 2 – 2                                                                 | Francia                                                               | Torneo di Francia                                                     | 1                                                                     |                                                                       |
| 11-10-1997                                                            | Roma                                                                  | Italia                                                                | 0 – 0                                                                 | Inghilterra                                                           | Qual. Mondiali 1998                                                   | -                                                                     | 64’                                                                   |
| 29-10-1997                                                            | Mosca                                                                 | Russia                                                                | 1 – 1                                                                 | Italia                                                                | Qual. Mondiali 1998                                                   | -                                                                     | 60’                                                                   |
| 15-11-1997                                                            | Napoli                                                                | Italia                                                                | 1 – 0                                                                 | Russia                                                                | Qual. Mondiali 1998                                                   | -                                                                     | 77’                                                                   |
| 28-1-1998                                                             | Catania                                                               | Italia                                                                | 3 – 0                                                                 | Slovacchia                                                            | Amichevole                                                            | 1                                                                     |                                                                       |
| 22-4-1998                                                             | Parma                                                                 | Italia                                                                | 3 – 1                                                                 | Paraguay                                                              | Amichevole                                                            | -                                                                     | 72’                                                                   |
| 17-6-1998                                                             | Montpellier                                                           | Italia                                                                | 3 – 0                                                                 | Camerun                                                               | Mondiali 1998 - 1º turno                                              | -                                                                     | 65’                                                                   |
| 23-6-1998                                                             | Saint-Denis                                                           | Italia                                                                | 2 – 1                                                                 | Austria                                                               | Mondiali 1998 - 1º turno                                              | -                                                                     | 73’                                                                   |
| 27-6-1998                                                             | Marsiglia                                                             | Italia                                                                | 1 – 0                                                                 | Norvegia                                                              | Mondiali 1998 - Ottavi di finale                                      | -                                                                     | 78’                                                                   |
| 3-7-1998                                                              | Saint-Denis                                                           | Italia                                                                | 0 – 0 dts (3 – 4 dtr)                                                 | Francia                                                               | Mondiali 1998 - Quarti di finale                                      | -                                                                     | 26’ 67’                                                               |
| 5-9-1998                                                              | Liverpool                                                             | Galles                                                                | 0 – 2                                                                 | Italia                                                                | Qual. Euro 2000                                                       | -                                                                     | 75’                                                                   |
| 10-10-1998                                                            | Udine                                                                 | Italia                                                                | 2 – 0                                                                 | Svizzera                                                              | Qual. Euro 2000                                                       | 2                                                                     | 70’                                                                   |
| 9-10-1999                                                             | Minsk                                                                 | Bielorussia                                                           | 0 – 0                                                                 | Italia                                                                | Qual. Euro 2000                                                       | -                                                                     | 82’                                                                   |
| 13-11-1999                                                            | Lecce                                                                 | Italia                                                                | 1 – 3                                                                 | Belgio                                                                | Amichevole                                                            | -                                                                     |                                                                       |
| 23-2-2000                                                             | Palermo                                                               | Italia                                                                | 1 – 0                                                                 | Svezia                                                                | Amichevole                                                            | 1                                                                     | 46’                                                                   |
| 29-3-2000                                                             | Barcellona                                                            | Spagna                                                                | 2 – 0                                                                 | Italia                                                                | Amichevole                                                            | -                                                                     | 46’                                                                   |
| 3-6-2000                                                              | Oslo                                                                  | Norvegia                                                              | 1 – 0                                                                 | Italia                                                                | Amichevole                                                            | -                                                                     | 46’                                                                   |
| 11-6-2000                                                             | Arnhem                                                                | Turchia                                                               | 1 – 2                                                                 | Italia                                                                | Euro 2000 - 1º turno                                                  | -                                                                     | 75’                                                                   |
| 14-6-2000                                                             | Bruxelles                                                             | Italia                                                                | 2 – 0                                                                 | Belgio                                                                | Euro 2000 - 1º turno                                                  | -                                                                     | 64’                                                                   |
| 19-6-2000                                                             | Eindhoven                                                             | Italia                                                                | 2 – 1                                                                 | Svezia                                                                | Euro 2000 - 1º turno                                                  | 1                                                                     |                                                                       |
| 24-6-2000                                                             | Bruxelles                                                             | Italia                                                                | 2 – 0                                                                 | Romania                                                               | Euro 2000 - Quarti di finale                                          | -                                                                     | 75’                                                                   |
| 29-6-2000                                                             | Amsterdam                                                             | Italia                                                                | 0 – 0 dts (3 – 1 dtr)                                                 | Paesi Bassi                                                           | Euro 2000 - Semifinale                                                | -                                                                     |                                                                       |
| 2-7-2000                                                              | Rotterdam                                                             | Francia                                                               | 2 – 1 gg                                                              | Italia                                                                | Euro 2000 - Finale                                                    | -                                                                     | 53’                                                                   |
| 3-9-2000                                                              | Budapest                                                              | Ungheria                                                              | 2 – 2                                                                 | Italia                                                                | Qual. Mondiali 2002                                                   | -                                                                     | 72’                                                                   |
| 7-10-2000                                                             | Milano                                                                | Italia                                                                | 3 – 0                                                                 | Romania                                                               | Qual. Mondiali 2002                                                   | -                                                                     | 81’                                                                   |
| 11-10-2000                                                            | Ancona                                                                | Italia                                                                | 2 – 0                                                                 | Georgia                                                               | Qual. Mondiali 2002                                                   | 2                                                                     |                                                                       |
| 15-11-2000                                                            | Torino                                                                | Italia                                                                | 1 – 0                                                                 | Inghilterra                                                           | Amichevole                                                            | -                                                                     | 72’                                                                   |
| 24-3-2001                                                             | Bucarest                                                              | Romania                                                               | 0 – 2                                                                 | Italia                                                                | Qual. Mondiali 2002                                                   | -                                                                     |                                                                       |
| 28-3-2001                                                             | Trieste                                                               | Italia                                                                | 4 – 0                                                                 | Lituania                                                              | Qual. Mondiali 2002                                                   | 2                                                                     | 82’                                                                   |
| 2-6-2001                                                              | Tbilisi                                                               | Georgia                                                               | 1 – 2                                                                 | Italia                                                                | Qual. Mondiali 2002                                                   | -                                                                     | 58’                                                                   |
| 1-9-2001                                                              | Kaunas                                                                | Lituania                                                              | 0 – 0                                                                 | Italia                                                                | Qual. Mondiali 2002                                                   | -                                                                     | 60’                                                                   |
| 6-10-2001                                                             | Parma                                                                 | Italia                                                                | 1 – 0                                                                 | Ungheria                                                              | Qual. Mondiali 2002                                                   | 1                                                                     | 58’                                                                   |
| 7-11-2001                                                             | Saitama                                                               | Giappone                                                              | 1 – 1                                                                 | Italia                                                                | Amichevole                                                            | -                                                                     | 59’                                                                   |
| 13-2-2002                                                             | Catania                                                               | Italia                                                                | 1 – 0                                                                 | Stati Uniti                                                           | Amichevole                                                            | 1                                                                     | 46’                                                                   |
| 17-4-2002                                                             | Milano                                                                | Italia                                                                | 1 – 1                                                                 | Uruguay                                                               | Amichevole                                                            | -                                                                     | 46’                                                                   |
| 18-5-2002                                                             | Praga                                                                 | Rep. Ceca                                                             | 1 – 0                                                                 | Italia                                                                | Amichevole                                                            | -                                                                     | 46’                                                                   |
| 3-6-2002                                                              | Sapporo                                                               | Italia                                                                | 2 – 0                                                                 | Ecuador                                                               | Mondiali 2002 - 1º turno                                              | -                                                                     | 74’                                                                   |
| 13-6-2002                                                             | Ōita                                                                  | Italia                                                                | 1 – 1                                                                 | Messico                                                               | Mondiali 2002 - 1º turno                                              | 1                                                                     | 78’                                                                   |
| 18-6-2002                                                             | Daejeon                                                               | Italia                                                                | 1 – 2 gg                                                              | Corea del Sud                                                         | Mondiali 2002 - Ottavi di finale                                      | -                                                                     | 61’                                                                   |
| 21-8-2002                                                             | Trieste                                                               | Italia                                                                | 0 – 1                                                                 | Slovenia                                                              | Amichevole                                                            | -                                                                     | 46’                                                                   |
| 7-9-2002                                                              | Baku                                                                  | Azerbaigian                                                           | 0 – 2                                                                 | Italia                                                                | Qual. Euro 2004                                                       | 1                                                                     |                                                                       |
| 12-10-2002                                                            | Napoli                                                                | Italia                                                                | 1 – 1                                                                 | Serbia e Montenegro                                                   | Qual. Euro 2004                                                       | 1                                                                     |                                                                       |
| 16-10-2002                                                            | Cardiff                                                               | Galles                                                                | 2 – 1                                                                 | Italia                                                                | Qual. Euro 2004                                                       | 1                                                                     |                                                                       |
| 20-11-2002                                                            | Pescara                                                               | Italia                                                                | 1 – 1                                                                 | Turchia                                                               | Amichevole                                                            | -                                                                     | 65’                                                                   |
| 11-6-2003                                                             | Helsinki                                                              | Finlandia                                                             | 0 – 2                                                                 | Italia                                                                | Qual. Euro 2004                                                       | 1                                                                     |                                                                       |
| 20-8-2003                                                             | Stoccarda                                                             | Germania                                                              | 0 – 1                                                                 | Italia                                                                | Amichevole                                                            | -                                                                     | 55’                                                                   |
| 6-9-2003                                                              | Milano                                                                | Italia                                                                | 4 – 0                                                                 | Galles                                                                | Qual. Euro 2004                                                       | 1                                                                     |                                                                       |
| 10-9-2003                                                             | Belgrado                                                              | Serbia e Montenegro                                                   | 1 – 1                                                                 | Italia                                                                | Qual. Euro 2004                                                       | -                                                                     | 83’                                                                   |
| 18-2-2004                                                             | Palermo                                                               | Italia                                                                | 2 – 2                                                                 | Rep. Ceca                                                             | Amichevole                                                            | -                                                                     | Cap. - 64’                                                            |
| 30-5-2004                                                             | Radès                                                                 | Tunisia                                                               | 0 – 4                                                                 | Italia                                                                | Amichevole                                                            | -                                                                     | 72’                                                                   |
| 14-6-2004                                                             | Guimarães                                                             | Danimarca                                                             | 0 – 0                                                                 | Italia                                                                | Euro 2004 - 1º turno                                                  | -                                                                     | 64’                                                                   |
| 18-6-2004                                                             | Porto                                                                 | Italia                                                                | 1 – 1                                                                 | Svezia                                                                | Euro 2004 - 1º turno                                                  | -                                                                     | 82’                                                                   |
| 22-6-2004                                                             | Guimarães                                                             | Italia                                                                | 2 – 1                                                                 | Bulgaria                                                              | Euro 2004 - 1º turno                                                  | -                                                                     | Cap.                                                                  |
| 8-9-2004                                                              | Chișinău                                                              | Moldavia                                                              | 0 – 1                                                                 | Italia                                                                | Qual. Mondiali 2006                                                   | 1                                                                     | Cap.                                                                  |
| 17-8-2005                                                             | Dublino                                                               | Irlanda                                                               | 1 – 2                                                                 | Italia                                                                | Amichevole                                                            | -                                                                     | 46’                                                                   |
| 12-10-2005                                                            | Lecce                                                                 | Italia                                                                | 2 – 1                                                                 | Moldavia                                                              | Qual. Mondiali 2006                                                   | -                                                                     | Cap. - 1’                                                             |
| 12-11-2005                                                            | Amsterdam                                                             | Paesi Bassi                                                           | 1 – 3                                                                 | Italia                                                                | Amichevole                                                            | -                                                                     |                                                                       |
| 16-11-2005                                                            | Ginevra                                                               | Italia                                                                | 1 – 1                                                                 | Costa d'Avorio                                                        | Amichevole                                                            | -                                                                     | Cap. - 46’                                                            |
| 1-3-2006                                                              | Firenze                                                               | Italia                                                                | 4 – 1                                                                 | Germania                                                              | Amichevole                                                            | 1                                                                     | 80’                                                                   |
| 31-5-2006                                                             | Ginevra                                                               | Svizzera                                                              | 1 – 1                                                                 | Italia                                                                | Amichevole                                                            | -                                                                     | 46’                                                                   |
| 2-6-2006                                                              | Losanna                                                               | Italia                                                                | 0 – 0                                                                 | Ucraina                                                               | Amichevole                                                            | -                                                                     | 59’                                                                   |
| 12-6-2006                                                             | Hannover                                                              | Italia                                                                | 2 – 0                                                                 | Ghana                                                                 | Mondiali 2006 - 1º turno                                              | -                                                                     | 82’                                                                   |
| 17-6-2006                                                             | Kaiserslautern                                                        | Italia                                                                | 1 – 1                                                                 | Stati Uniti                                                           | Mondiali 2006 - 1º turno                                              | -                                                                     | 54’                                                                   |
| 26-6-2006                                                             | Kaiserslautern                                                        | Italia                                                                | 1 – 0                                                                 | Australia                                                             | Mondiali 2006 - Ottavi di finale                                      | -                                                                     | 75’                                                                   |
| 4-7-2006                                                              | Dortmund                                                              | Germania                                                              | 0 – 2 dts                                                             | Italia                                                                | Mondiali 2006 - Semifinale                                            | 1                                                                     | 104’                                                                  |
| 9-7-2006                                                              | Berlino                                                               | Italia                                                                | 1 – 1 dts (5 – 3 dtr)                                                 | Francia                                                               | Mondiali 2006 - Finale                                                | -                                                                     | 86’                                                                   |
| 7-10-2006                                                             | Roma                                                                  | Italia                                                                | 2 – 0                                                                 | Ucraina                                                               | Qual. Euro 2008                                                       | -                                                                     | 62’                                                                   |
| 28-3-2007                                                             | Bari                                                                  | Italia                                                                | 2 – 0                                                                 | Scozia                                                                | Qual. Euro 2008                                                       | -                                                                     | 66’                                                                   |
| 2-6-2007                                                              | Tórshavn                                                              | Fær Øer                                                               | 1 – 2                                                                 | Italia                                                                | Qual. Euro 2008                                                       | -                                                                     |                                                                       |
| 6-6-2007                                                              | Kaunas                                                                | Lituania                                                              | 0 – 2                                                                 | Italia                                                                | Qual. Euro 2008                                                       | -                                                                     | 74’                                                                   |
| 22-8-2007                                                             | Budapest                                                              | Ungheria                                                              | 3 – 1                                                                 | Italia                                                                | Amichevole                                                            | -                                                                     | 46’                                                                   |
| 8-9-2007                                                              | Milano                                                                | Italia                                                                | 0 – 0                                                                 | Francia                                                               | Qual. Euro 2008                                                       | -                                                                     | 83’                                                                   |
| 30-5-2008                                                             | Firenze                                                               | Italia                                                                | 3 – 1                                                                 | Belgio                                                                | Amichevole                                                            | -                                                                     | 46’                                                                   |
| 9-6-2008                                                              | Berna                                                                 | Paesi Bassi                                                           | 3 – 0                                                                 | Italia                                                                | Euro 2008 - 1º turno                                                  | -                                                                     | 64’                                                                   |
| 13-6-2008                                                             | Zurigo                                                                | Italia                                                                | 1 – 1                                                                 | Romania                                                               | Euro 2008 - 1º turno                                                  | -                                                                     | Cap. - 77’                                                            |
| 22-6-2008                                                             | Vienna                                                                | Spagna                                                                | 0 – 0 dts (4 – 2 dtr)                                                 | Italia                                                                | Euro 2008 - Quarti di finale                                          | -                                                                     | 108’                                                                  |
| 20-8-2008                                                             | Nizza                                                                 | Italia                                                                | 2 – 2                                                                 | Austria                                                               | Amichevole                                                            | -                                                                     | Cap. 74’                                                              |
| 10-9-2008                                                             | Udine                                                                 | Italia                                                                | 2 – 0                                                                 | Georgia                                                               | Qual. Mondiali 2010                                                   | -                                                                     | 56’                                                                   |
| Totale                                                                |                                                                       | Presenze (11º posto)                                                  | 91                                                                    |                                                                       | Reti (4º posto)                                                       | 27                                                                    |                                                                       |

| Cronologia completa delle presenze e delle reti in nazionale ― Italia under 21 | Cronologia completa delle presenze e delle reti in nazionale ― Italia under 21 | Cronologia completa delle presenze e delle reti in nazionale ― Italia under 21 | Cronologia completa delle presenze e delle reti in nazionale ― Italia under 21 | Cronologia completa delle presenze e delle reti in nazionale ― Italia under 21 | Cronologia completa delle presenze e delle reti in nazionale ― Italia under 21 | Cronologia completa delle presenze e delle reti in nazionale ― Italia under 21 | Cronologia completa delle presenze e delle reti in nazionale ― Italia under 21 |
| Data                                                                           | Città                                                                          | In casa                                                                        | Risultato                                                                      | Ospiti                                                                         | Competizione                                                                   | Reti                                                                           | Note                                                                           |
| ------------------------------------------------------------------------------ | ------------------------------------------------------------------------------ | ------------------------------------------------------------------------------ | ------------------------------------------------------------------------------ | ------------------------------------------------------------------------------ | ------------------------------------------------------------------------------ | ------------------------------------------------------------------------------ | ------------------------------------------------------------------------------ |
| 20-1-1993                                                                      | Latina                                                                         | Italia under 21                                                                | 1 – 0                                                                          | Romania under 21                                                               | Amichevole                                                                     | -                                                                              | 80’                                                                            |
| 22-12-1993                                                                     | Livorno                                                                        | Italia under 21                                                                | 0 – 0                                                                          | Israele under 21                                                               | Amichevole                                                                     | -                                                                              | 11’                                                                            |
| 23-3-1994                                                                      | České Budějovice                                                               | Cecoslovacchia under 21                                                        | 1 – 0                                                                          | Italia under 21                                                                | Europeo Under-21 1994 - Quarti di finale                                       | -                                                                              |                                                                                |
| 4-5-1994                                                                       | Västervik                                                                      | Svezia under 21                                                                | 1 – 0                                                                          | Italia under 21                                                                | Amichevole                                                                     | -                                                                              |                                                                                |
| 8-9-1994                                                                       | Nova Gorica                                                                    | Slovenia under 21                                                              | 1 – 1                                                                          | Italia under 21                                                                | Qual. Europeo Under-21 1996                                                    | -                                                                              |                                                                                |
| 6-10-1994                                                                      | Tallinn                                                                        | Estonia under 21                                                               | 1 – 4                                                                          | Italia under 21                                                                | Qual. Europeo Under-21 1996                                                    | -                                                                              |                                                                                |
| 16-11-1994                                                                     | Caltanissetta                                                                  | Italia under 21                                                                | 2 – 1                                                                          | Croazia under 21                                                               | Qual. Europeo Under-21 1996                                                    | 1                                                                              | Ammonizione                                                                    |
| 29-3-1995                                                                      | Kiev                                                                           | Ucraina under 21                                                               | 2 – 1                                                                          | Italia under 21                                                                | Qual. Europeo Under-21 1996                                                    | -                                                                              |                                                                                |
| 27-4-1995                                                                      | Kaunas                                                                         | Lituania under 21                                                              | 0 – 2                                                                          | Italia under 21                                                                | Qual. Europeo Under-21 1996                                                    | -                                                                              | 52’                                                                            |
| 21-2-1996                                                                      | Perugia                                                                        | Italia under 21                                                                | 4 – 0                                                                          | Ungheria under 21                                                              | Amichevole                                                                     | 2                                                                              | 63’                                                                            |
| 13-3-1996                                                                      | Lisbona                                                                        | Portogallo under 21                                                            | 1 – 0                                                                          | Italia under 21                                                                | Europeo Under-21 1996 - Quarti di finale                                       | -                                                                              | Ammonizione                                                                    |
| 27-3-1996                                                                      | Palermo                                                                        | Italia under 21                                                                | 2 – 0                                                                          | Portogallo under 21                                                            | Europeo Under-21 1996 - Quarti di finale                                       | -                                                                              | 79’                                                                            |
| Totale                                                                         |                                                                                | Presenze                                                                       | 12                                                                             |                                                                                | Reti                                                                           | 3                                                                              |                                                                                |

| Cronologia completa delle presenze e delle reti in nazionale ― Italia under 18 | Cronologia completa delle presenze e delle reti in nazionale ― Italia under 18 | Cronologia completa delle presenze e delle reti in nazionale ― Italia under 18 | Cronologia completa delle presenze e delle reti in nazionale ― Italia under 18 | Cronologia completa delle presenze e delle reti in nazionale ― Italia under 18 | Cronologia completa delle presenze e delle reti in nazionale ― Italia under 18 | Cronologia completa delle presenze e delle reti in nazionale ― Italia under 18 | Cronologia completa delle presenze e delle reti in nazionale ― Italia under 18 |
| Data                                                                           | Città                                                                          | In casa                                                                        | Risultato                                                                      | Ospiti                                                                         | Competizione                                                                   | Reti                                                                           | Note                                                                           |
| ------------------------------------------------------------------------------ | ------------------------------------------------------------------------------ | ------------------------------------------------------------------------------ | ------------------------------------------------------------------------------ | ------------------------------------------------------------------------------ | ------------------------------------------------------------------------------ | ------------------------------------------------------------------------------ | ------------------------------------------------------------------------------ |
| 12-4-1992                                                                      | Forlì                                                                          | Italia under 18                                                                | 2 – 0                                                                          | Norvegia under 18                                                              | Torneo Paolo Valenti                                                           | -                                                                              | 70’                                                                            |
| 14-4-1992                                                                      | Cervia                                                                         | Italia under 18                                                                | 3 – 0                                                                          | Grecia under 18                                                                | Torneo Paolo Valenti                                                           | 1                                                                              | 57’                                                                            |
| 16-4-1992                                                                      | Savignano sul Rubicone                                                         | Italia under 18                                                                | 0 – 0                                                                          | Ungheria under 18                                                              | Torneo Paolo Valenti                                                           | -                                                                              |                                                                                |
| 17-4-1992                                                                      | Forlì                                                                          | Italia under 18                                                                | 0 – 0                                                                          | Spagna under 18                                                                | Torneo Paolo Valenti                                                           | -                                                                              | 84’                                                                            |
| 19-4-1992                                                                      | Ravenna                                                                        | Italia under 18                                                                | 1 – 0                                                                          | Italia under 18                                                                | Torneo Paolo Valenti                                                           | 1                                                                              | 75’                                                                            |
| 15-9-1992                                                                      | Salerno                                                                        | Italia under 18                                                                | 4 – 0                                                                          | Belgio under 18                                                                | Torneo Quattro Nazioni Juniores                                                | 2                                                                              | 66’                                                                            |
| 17-9-1992                                                                      | Salerno                                                                        | Italia under 18                                                                | 3 – 0                                                                          | Paesi Bassi under 18                                                           | Torneo Quattro Nazioni Juniores                                                | 1                                                                              | 46’                                                                            |
| 19-9-1992                                                                      | Salerno                                                                        | Italia under 18                                                                | 2 – 1                                                                          | Scozia under 18                                                                | Torneo Quattro Nazioni Juniores                                                | 2                                                                              | 29’                                                                            |
| 14-10-1992                                                                     | Błonie                                                                         | Polonia under 18                                                               | 1 – 5                                                                          | Italia under 18                                                                | Qual. Europeo Under-18 1993                                                    | 3                                                                              | 39’                                                                            |
| 28-10-1992                                                                     | Ischia                                                                         | Italia under 18                                                                | 3 – 1                                                                          | Bulgaria under 18                                                              | Qual. Europeo Under-18 1993                                                    | 1                                                                              |                                                                                |
| 11-11-1992                                                                     | Vercelli                                                                       | Italia under 18                                                                | 2 – 0                                                                          | Polonia under 18                                                               | Qual. Europeo Under-18 1993                                                    | 1                                                                              |                                                                                |
| 25-11-1992                                                                     | Sandanski                                                                      | Bulgaria under 18                                                              | 0 – 1                                                                          | Italia under 18                                                                | Qual. Europeo Under-18 1993                                                    | -                                                                              | 60’                                                                            |
| 7-4-1993                                                                       | Potenza                                                                        | Italia under 18                                                                | 0 – 2                                                                          | Ungheria under 18                                                              | Qual. Europeo Under-18 1993                                                    | -                                                                              | 54’                                                                            |
| 14-4-1993                                                                      | Budapest                                                                       | Ungheria under 18                                                              | 0 – 1                                                                          | Italia under 18                                                                | Qual. Europeo Under-18 1993                                                    | -                                                                              |                                                                                |
| Totale                                                                         |                                                                                | Presenze                                                                       | 14                                                                             |                                                                                | Reti                                                                           | 12                                                                             |                                                                                |

| Cronologia completa delle presenze e delle reti in nazionale ― Italia under 17 | Cronologia completa delle presenze e delle reti in nazionale ― Italia under 17 | Cronologia completa delle presenze e delle reti in nazionale ― Italia under 17 | Cronologia completa delle presenze e delle reti in nazionale ― Italia under 17 | Cronologia completa delle presenze e delle reti in nazionale ― Italia under 17 | Cronologia completa delle presenze e delle reti in nazionale ― Italia under 17 | Cronologia completa delle presenze e delle reti in nazionale ― Italia under 17 | Cronologia completa delle presenze e delle reti in nazionale ― Italia under 17 |
| Data                                                                           | Città                                                                          | In casa                                                                        | Risultato                                                                      | Ospiti                                                                         | Competizione                                                                   | Reti                                                                           | Note                                                                           |
| ------------------------------------------------------------------------------ | ------------------------------------------------------------------------------ | ------------------------------------------------------------------------------ | ------------------------------------------------------------------------------ | ------------------------------------------------------------------------------ | ------------------------------------------------------------------------------ | ------------------------------------------------------------------------------ | ------------------------------------------------------------------------------ |
| 16-8-1991                                                                      | Montecatini Terme                                                              | Italia under 17                                                                | 0 – 1                                                                          | Stati Uniti under 17                                                           | Mondiali Under-17 1991 - 1º turno                                              | -                                                                              | 40’                                                                            |
| 20-8-1991                                                                      | Viareggio                                                                      | Italia under 17                                                                | 2 – 2                                                                          | Cina under 17                                                                  | Mondiali Under-17 1991 - 1º turno                                              | 1                                                                              |                                                                                |
| 22-8-1991                                                                      | Viareggio                                                                      | Italia under 17                                                                | 0 – 0                                                                          | Argentina under 17                                                             | Mondiali Under-17 1991 - 1º turno                                              | -                                                                              |                                                                                |
| Totale                                                                         |                                                                                | Presenze                                                                       | 3                                                                              |                                                                                | Reti                                                                           | 1                                                                              |                                                                                |

### Record

#### Juventus
- Presenze ufficiali: 705[13][249]
- Marcature ufficiali: 290[12][13][249]

Del Piero festeggia la tripletta al nella semifinale di andata della UEFA Champions League 1997-1998: fu il suo 10º gol nell'edizione, che gli è valso il record stagionale per uno juventino.

- Marcature nei campionati italiani: 208
- Marcature in Serie A: 188[14][249]
- Marcature in Serie B: 20[175]
- Presenze nelle competizioni UEFA per club: 130[249]
- Marcature nelle competizioni UEFA per club: 54[249]
- Giocatore con più stagioni nella Juventus: 19[249]
- Giocatore con più stagioni da capitano della Juventus: 11[249]
- Marcature in una singola edizione della UEFA Champions League: 10[250]

#### Individuali
- 1º nella classifica dei giocatori italiani ad aver segnato più punizioni in partite ufficiali (52 di cui 42 con la Juventus, 6 con la nazionale, 3 con il Sydney FC e 1 con il Delhi Dynamos).
- 1º nella classifica dei giocatori italiani ad aver segnato più punizioni con una squadra di club (46 di cui 42 nella Juventus, 3 con il Sydney FC e 1 con il Delhi Dynamos).
- 1º nella speciale classifica dei giocatori che hanno militato in Serie A ad aver segnato più calci di punizione in carriera con squadre di club con 46 gol.[251]

## Palmarès

### Club

#### Competizioni giovanili
- Campionato Primavera: 1

Juventus: 1993-1994
- Torneo di Viareggio: 1

Juventus: 1994

#### Competizioni nazionali
- Campionato italiano: 6

Juventus: 1994-1995, 1996-1997, 1997-1998, 2001-2002, 2002-2003, 2011-2012
- Coppa Italia: 1

Juventus: 1994-1995
- Supercoppa italiana: 4

Juventus: 1995, 1997, 2002, 2003
- Campionato italiano: 1 (revocato)

Juventus: 2004-2005
- Campionato italiano di Serie B: 1

Juventus: 2006-2007

#### Competizioni internazionali
- UEFA Champions League: 1

Juventus: 1995-1996
- Coppa Intercontinentale: 1

Juventus: 1996
- Supercoppa UEFA: 1

Juventus: 1996
- Coppa Intertoto UEFA: 1

Juventus: 1999

### Nazionale
- Campionato mondiale: 1

Germania 2006

### Individuale
- ESM Team of the Year: 3

1995-1996, 1996-1997, 1997-1998
- MVP Coppa Intercontinentale: 1996
- Trofeo Bravo: 1996
- Capocannoniere del Torneo di Francia: 1

1997 (3 gol)
- Capocannoniere della UEFA Champions League: 1

1997-1998 (10 gol)
- Oscar del calcio AIC/Gran Galà del calcio AIC: 6

Migliore calciatore italiano: 1998, 2008
Calciatore più amato: 2001, 2008
Migliore cannoniere: 2008
Premio alla carriera: 2011
- FIFA 100: 2004
- Capocannoniere della Coppa Italia: 1

2005-2006 (5 gol)
- Premio Gentleman Nazionale: 2006
- Sportivo Piemontese dell'anno dall'Unione Stampa Sportiva Italiana (USSI): 2006[253]
- Capocannoniere della Serie B: 1

2006-2007 (20 gol)
- Golden Foot: 2007
- Capocannoniere della Serie A: 1

2007-2008 (21 gol)
- Premio Scirea: 2008
- Pallone d'argento: 2008-2009
- Globe Soccer Award alla carriera sportiva: 2011[254]
- Premio Gentleman Internazionale: 2012
- A-League Goal of the Year: 2012-2013
- PFA Team of the Season: 2013[255]
- Hall of Fame del calcio italiano nella categoria Giocatore italiano (2017)[28]

## Opere
- Semplicemente Del Piero, fotografie di Gianni Giansanti, Modena, Logos, 2002, ISBN 88-7940-175-0.
- 10+: Il mio mondo in un numero, Milano, Mondadori, 2007, ISBN 978-88-04-55986-3.
- Giochiamo ancora, con Maurizio Crosetti, Milano, Mondadori, 2012, ISBN 978-88-04-62115-7.
- Detto tra noi, Milano, Mondadori, 2017, ISBN 978-88-04-67961-5.
- Manualex, Milano, Rizzoli, 2021, ISBN 978-88-17-15717-9.

Videografia
- Io, Alex Del Piero (VHS), regia di Gianni Ubaldo Canale, Torino, Logos TV, 1998.
- Effetto Del Piero - Alex ti insegna a calciare le punizioni (DVD-Video), Torino, Tuttosport, 2008, SBN TO01759946.

Discografia
- 2002 – Alessandro Del Piero ...in musica, CD, Melodica, Italia
- 2004 – Alessandro Del Piero Selections, CD, Sony Music Entertainment, Italia
- 2006 – The best of Alessandro Del Piero, CD, Sony BMG Music Entertainment 82876789642, Italia